# 鮭魚

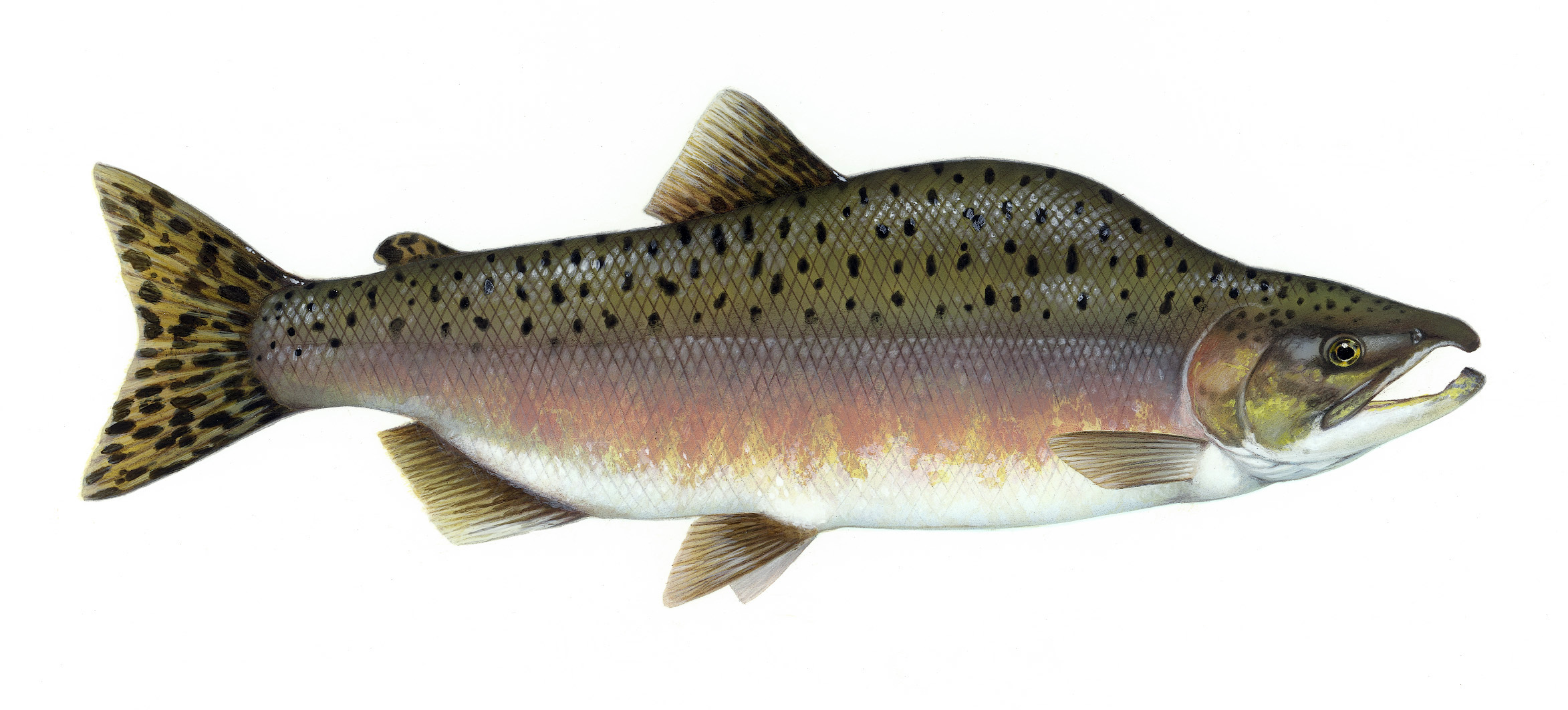
粉红鲑是市面上最常见的野生鲑鱼

，亦音译为三文鱼（粤语发音），是对渔业有很高商业价值的数种鲑形目鮭科鲑亚科（Salmoninae）的广盐性輻鰭魚的通稱，其中主要指栖息于北太平洋海域的六种太平洋鲑（钩吻鲑属的狗鲑、帝王鲑、红鲑、粉红鲑、银鲑和樱鳟/马苏鲑）和栖息于北大西洋海域的一种大西洋鲑（鳟属中唯一被称作“鲑”的物種），大多是食物链中层的肉食性掠食鱼类。
鲑鱼有溯河洄游的习性，其生命周期初期在河流上游的淡水環境下孵化成幼鱼，以昆虫和甲壳类为食；成年後迁徙到海水中生活，捕食其它小型鱼类和水生动物；在繁殖期又会逆流回到内陆的淡水出生地進行产卵，其中太平洋鮭一般在繁殖完成後數週便會死亡。洄游的鲑鱼可以将海洋生态系统中吸收的生物质逆流传送到内陆的淡水生态系统，对沿途的水域和陆地生态系统都十分重要，是自然界的基石物种之一。
对人类来说，鲑鱼是重要的常見食用鱼之一（鲑科鱼约占全球食用鱼类销售值的五分之一），也是休闲捕鱼极受欢迎的一类高价值游钓鱼，除了商业捕捞外在世界各地皆有人工養殖。

## 詞源
「鮭」字在康熙字典成書時有數種意思，其中一義為河魨之意。自杜亚泉主编的《动物学大辞典》始，鮭字指河豚的原意即消失，僅指出其為數種鮭科魚的中文通稱。而在东亚地区历史上能够见到的鲑鱼基本上都是狗鲑（Oncorhynchus keta），也就是俗称的大马哈鱼。汉语中「大麻哈」一词则源自满-通古斯语系中赫哲语的「daw imaha」，是當地渔猎民族對中国东北和外兴安岭原產的兩個麻哈魚屬魚種（狗鲑和粉红鲑）的通稱詞彙，爲東北官話所借入。
日本历史上将本土的狗鲑称作（sa ke）（非现代汉语中的石桂鱼），從明治时期開始則引进并將字进行同音训读來作爲所有鮭科魚類的漢字。
至於“三文魚”的称呼，則爲英文「salmon」在粵語中的音譯，从词源上来自于中古英语samoun和盎格鲁-诺曼语的saumoun。而诺曼语作为古法语的一种，属于通俗拉丁语衍生出的西罗曼语支，词源来自于拉丁语中的称呼salmo，据说更早来自于salire，本是“跳躍”之意，可能是用来形容鲑鱼洄游，但英語借入後原意卻消失演變成鮭魚的通稱。古英语中的原本表示鮭魚的日耳曼语詞彙“lax”也隨之被取代，僅留存於個別遗产方言中。而salmon一词傳入中文後，意義比原英語詞更加不明確。在中國大陸，“三文魚”的译法源自香港粤语，用来音译1980年代从北欧出口到东亚地区的大西洋鮭，随着改革开放传入内地。但近年來逐漸拓廣至用於生吃的鮭科魚，並形成「生食三文魚」這一名詞泛指一切達到生食標準的大麻哈魚。由於中國原生的大麻哈魚均爲洄游型卵用大麻哈魚或陸封型鱒魚（不適合生吃），在中國原並無生吃大麻哈魚之傳統，這一新生的吃法立卽在中國大陸引發了混亂。由於英文中對kokanee（陸封型红鲑）和steelhead（洄游型虹鱒）兩種魚是否稱作「salmon」存在不同的看法，一些團體標準的制定者直接向前一步將陸封型虹鱒魚納入「生食三文魚」的範圍，並允許通過飼餵蝦青素來使陸封型虹鱒具有洄游型大麻哈魚的外觀，並由此引發了真假“三文鱼”之争。
除了七种被称作鲑鱼的鱼类以外，麻哈鱼属和鳟属的其它鱼类在英文中都统称为鳟鱼（trout），而在中文命名中“鳟”、“鲑”的称呼则经常互换。属于同一亚科的紅點鮭屬（Salvelinus）的鱼种在中文里虽然也称“鲑”，但在英文中却是称为而不是，其中五种鱼干脆俗称trout，因此红点鲑并不能算是严格意义上的鲑鱼。同样，同属鲑科的白鲑属（Coregonus）和细鳞鲑属（Brachymystax）在中文里虽然也称“鲑”，在英文中也不称为而是称作和。

## 物种
已知最早的鮭魚為流木始鮭魚（Eosalmo driftwoodensis），生活在3400～5600万年前的始新世。該魚種的化石標本有助科學家研究不同種類的鮭魚如何從共同祖先中演化出來。該英屬哥倫比亞發現的標本顯示，太平洋鮭和大西洋鮭的趨異演化在4000萬年前尚未開始。化石證據以及線粒體DNA的研究皆推斷兩屬的趨異演化約在2000萬年前至1000萬年前發生。
在鮭科现存的300多個種魚類之中，比較有代表性且具高商業價值并被渔业普遍认可的鮭魚總共有七種，來自分属北大西洋和北太平洋流域的兩個不同的屬。
| 太平洋鮭和大西洋鮭    | 太平洋鮭和大西洋鮭 | 太平洋鮭和大西洋鮭                       | 太平洋鮭和大西洋鮭 | 太平洋鮭和大西洋鮭 | 太平洋鮭和大西洋鮭 | 太平洋鮭和大西洋鮭 | 太平洋鮭和大西洋鮭 | 太平洋鮭和大西洋鮭 | 太平洋鮭和大西洋鮭   | 太平洋鮭和大西洋鮭 | 太平洋鮭和大西洋鮭 |
| 屬                    | 俗名               | 學名                                     | 最長記錄           | 一般長度           | 最重可達           | 最高壽命           | 營養級             | 世界魚類數據庫     | 聯合國糧食及農業組織 | 整合分類學資訊系統 | 保護級別           |
| --------------------- | ------------------ | ---------------------------------------- | ------------------ | ------------------ | ------------------ | ------------------ | ------------------ | ------------------ | -------------------- | ------------------ | ------------------ |
| 鱒屬 （大西洋鮭）     | 大西洋鮭           | Salmo salar (Linnaeus, 1758)             | 150 cm             | 120 cm             | 46.8 kg            | 13 年              | 4.4                | [ 11 ]             | [ 12 ]               | [ 13 ]             | 無危               |
| 麻哈魚屬 （太平洋鮭） | 帝王鲑             | Oncorhynchus tshawytscha (Walbaum, 1792) | 150 cm             | 70 cm              | 61.4 kg            | 9 年               | 4.4                | [ 15 ]             | [ 16 ]               | [ 17 ]             | 未予評估           |
| 麻哈魚屬 （太平洋鮭） | 钩吻鲑             | Oncorhynchus keta (Walbaum, 1792)        | 100 cm             | 58 cm              | 15.9 kg            | 7 年               | 3.5                | [ 18 ]             | [ 19 ]               | [ 20 ]             | 未予評估           |
| 麻哈魚屬 （太平洋鮭） | 銀鮭               | Oncorhynchus kisutch (Walbaum, 1792)     | 108 cm             | 71 cm              | 15.2 kg            | 5 年               | 4.2                | [ 21 ]             | [ 22 ]               | [ 23 ]             | 未予評估           |
| 麻哈魚屬 （太平洋鮭） | 马苏鲑             | Oncorhynchus masou (Brevoort, 1856)      | 79 cm              | cm                 | 10.0 kg            | 3 年               | 3.6                | [ 24 ]             |                      | [ 25 ]             | 未予評估           |
| 麻哈魚屬 （太平洋鮭） | 粉紅鮭             | Oncorhynchus gorbuscha (Walbaum, 1792)   | 76 cm              | 50 cm              | 6.8 kg             | 3 年               | 4.2                | [ 26 ]             | [ 27 ]               | [ 28 ]             | 未予評估           |
| 麻哈魚屬 （太平洋鮭） | 紅鮭               | Oncorhynchus nerka (Walbaum, 1792)       | 84 cm              | 58 cm              | 7.7 kg             | 8 年               | 3.7                | [ 29 ]             | [ 30 ]               | [ 31 ]             | 無危               |

     †鱒屬和马哈鱼属都的大部分魚種都被稱作鱒魚。鱒屬的钝吻鳟和隆頭鱒在英語國家中有时也會被称作“亚得里亚鲑”和“黑海鲑”。此外，雖然虹鱒和褐鳟也有外形和习性都和鲑鱼相似的溯河洄游亚种（硬头鳟和海鳟），不過一般不被視為鮭魚（另见真假“三文鱼”之争）。
此外，并不属于鲑亚科的哲罗鱼属（特别是哲罗鲑和多瑙哲羅魚）是与鲑鱼和鳟鱼有亲属关系的大型鲑科淡水魚，有时也被俗称为“鲑鱼”的一种。還有一些完全不屬於鲑形目魚類也會因为肉质和生态位与大西洋鲑相似而被当地人稱作“鮭魚”。
| 其他“鮭魚”                | 其他“鮭魚”                                  | 其他“鮭魚” | 其他“鮭魚” | 其他“鮭魚” | 其他“鮭魚” | 其他“鮭魚” | 其他“鮭魚” | 其他“鮭魚”     | 其他“鮭魚”           | 其他“鮭魚”         |          |
| 俗名                      | 學名                                        | 所属目     | 最長記錄   | 一般長度   | 最重可達   | 最高壽命   | 營養級     | 世界魚類數據庫 | 聯合國糧食及農業組織 | 整合分類學資訊系統 | 保護級別 |
| ------------------------- | ------------------------------------------- | ---------- | ---------- | ---------- | ---------- | ---------- | ---------- | -------------- | -------------------- | ------------------ | -------- |
| 哲罗鲑 （“西伯利亚鲑”）   | Hucho taimen (Pallas, 1773)                 | 鲑形目     |            |            |            |            |            |                |                      |                    |          |
| 多瑙哲羅魚 （“多瑙河鲑”） | Hucho hucho (Linnaeus, 1758)                | 鲑形目     | 150 cm     | 70 cm      | 52 kg      | 15 年      | 4.2        | [ 33 ]         |                      | [ 34 ]             | 瀕危     |
| 鱒澳鱸 （“澳洲鲑”）       | Arripis trutta (Forster, 1801)              | 鲈形目     | 89 cm      | 47 cm      | 9.4 kg     | 26 年      | 4.1        | [ 36 ]         |                      | [ 37 ]             | 未予評估 |
| 紡綞鰤 （“夏威夷鲑”）     | Elagatis bipinnulata (Quoy & Gaimard, 1825) | 鲹形目     | 180 cm     | 90 cm      | 46.2 kg    |            | 3.6        | [ 38 ]         | [ 39 ]               | [ 40 ]             | 未予評估 |
| 四指馬鮁 （“印度鲑”）     | Eleutheronema tetradactylum (Shaw, 1804)    | 鲈形目     | 200 cm     | 50 cm      | 145 kg     |            | 4.4        | [ 41 ]         |                      | [ 42 ]             | 未予評估 |

## 生长周期
鲑鱼和其它大部分鱼类一样，从鱼卵孵化开始会经历一系列生长阶段。鲑鱼的生命起始于产卵期，雌鲑将鱼卵产在河流和溪流滞水区底床的砾石之间，然后由雄鲑进行体外受精。受精卵在2～6个月后孵化出幼体。因为其商业价值较高，水产养殖的规模也较大，因此学术界上会采用特殊的产业术语来形容鲑鱼的各个生长期：
- 仔鱼（alevin）：也称“囊期鱼苗”（sac fry），是新孵化出的带有卵黄囊的早期幼体，尚无活动能力只能随波逐流，没有摄取外部营养的觅食能力，因此依赖储存在卵黄囊内的营养才能继续存活并生长；
- 稚鱼（fry）：即俗称的“鱼苗”。当仔鱼继续成长一段时间后，卵黄囊会营养耗尽并萎缩，但同时尾部也发育获得了有限的游泳能力。这时候仔鱼变成了可以在砾石之间短距离游动的稚鱼，主要以浮游生物为食；
- 幼鱼（parr）：在稚鱼长到大概与人类手指差不多长的尺寸时，已经开始拥有保护自身的鱼鳞和可以伸展开协助游动的鱼鳍，形态也更开始接近普通鱼类，因此也被俗称为“指鱼”（fingerling）。这些幼鱼因为获得了自由游动的能力，可以主动巡游一个区域寻找食物，食谱也开始更加肉食化，从浮游生物变成主要以无脊椎动物（比如虾类和水生昆虫若体）为主，身体质量也开始在之后三年的成长中迅速增加[43][44]。这个时期的幼鲑虽然有了一定的自我生存能力，但因为体型还小仍然需要躲避其它掠食者，通常会以水底植物和岩石为掩体群居，并且会展现出很强的领域意识，体侧也会展现出称作“幼斑”（parr marks）的深色椭圆形或条形竖斑作为保护色。长得较大的幼鲑还会捕食其它小鱼和两栖动物的幼体（蝌蚪），并且会偷食其它鱼类（甚至同类）的鱼卵；
- 龄鱼（smolt）：当幼鲑成长到大约两到四岁的时候，体型已经大到不必（或者说无法）继续依赖掩体的庇护，体侧的幼斑会逐渐消失，身体也会经历生理变化来应对即将发生的长距离迁移。这些二/三/四龄鱼为了能够应付海洋和河口湾的咸水/半咸水环境，鲑鱼身体的广盐性会增强来维持体内渗透压稳态[45]，同时体色会变成较为平淡的银灰色并带有反影伪装以便在开放水域生存，这种体色变化也因此被称作“银化”（smoltification）。一些银化的龄鱼甚至已经开始性成熟，能在尚未迁徙的时候就提前将其它洄游鲑鱼产下的卵受精[46]；
- 成鱼（adult）：也称“后银化”（post-smolt）的鲑鱼。当银化的龄鲑长到大概体长15—20（5.9—7.9英寸）的时候，就开始离开淡水河流开始迁徙至海，并开始完全变为成体鱼。这些入海的成鱼会仍然以群居为生，并完全以其它饲料鱼（比如鲱鱼和鲭鱼）为食，并在之后的四年内不断成长变大[43][44][45]。等这些成鱼完全性成熟时，它们会在秋季溯河洄游回到出生的淡水水域进行繁殖，其中很大一部分鲑鱼会死在洄游的途中，在产卵后也会有相当数量的鲑鱼迅速衰弱死亡（其中太平洋鲑更是脊椎动物中的单次繁殖的典型案例）。

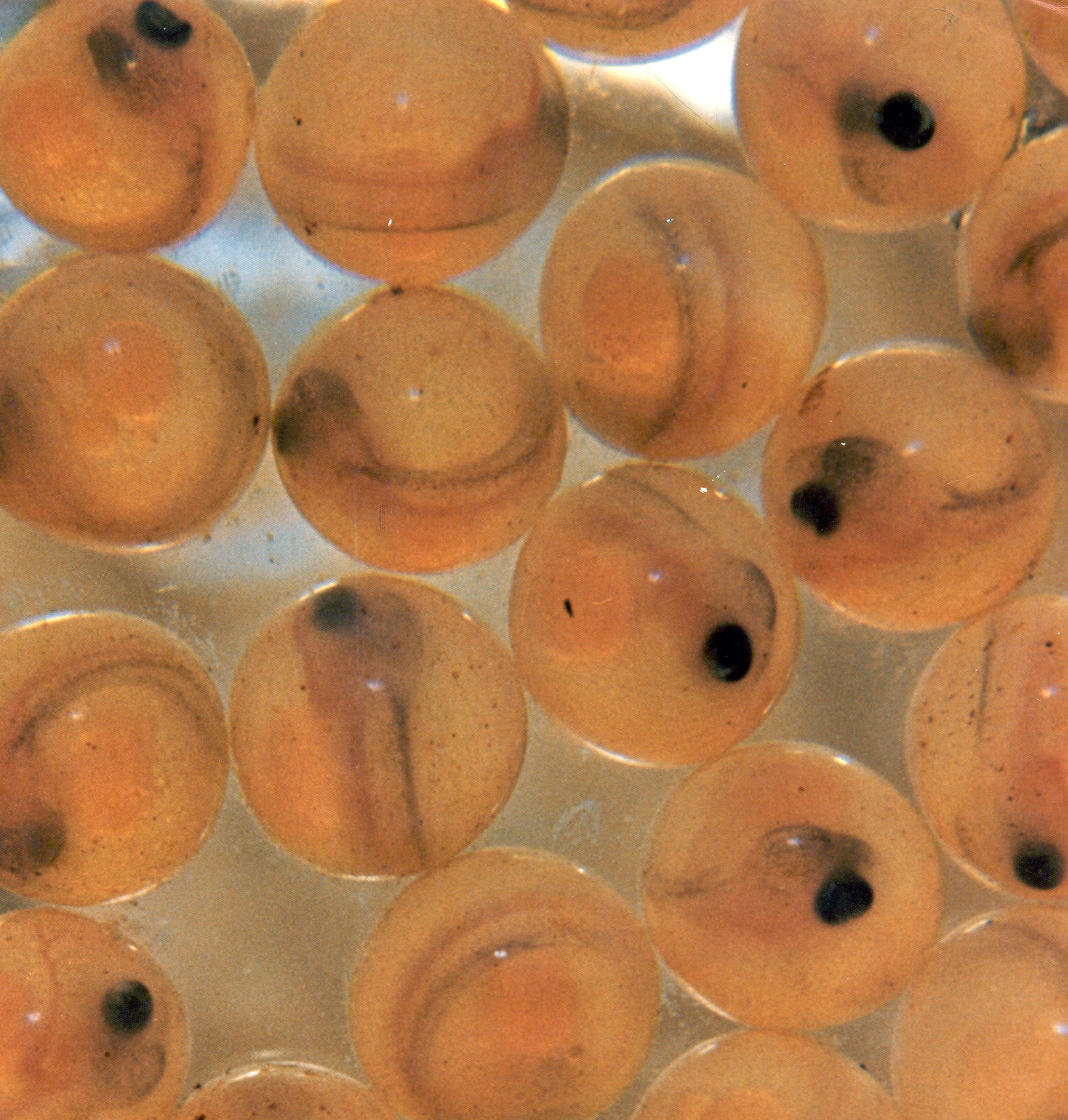
鲑鱼卵
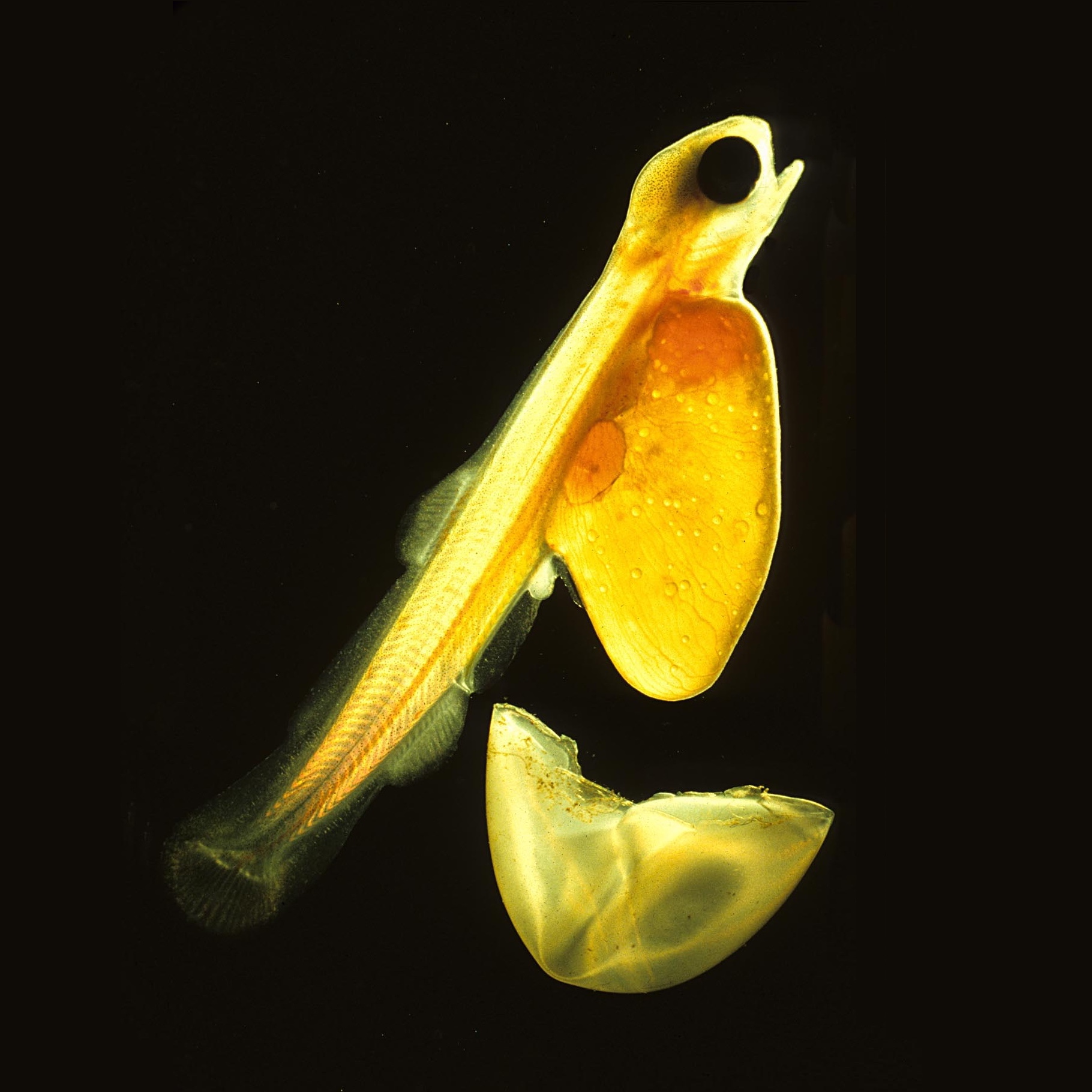
带有卵黄囊的仔鱼
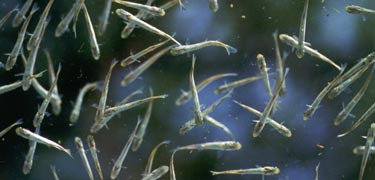
卵黄囊消退后的稚鱼
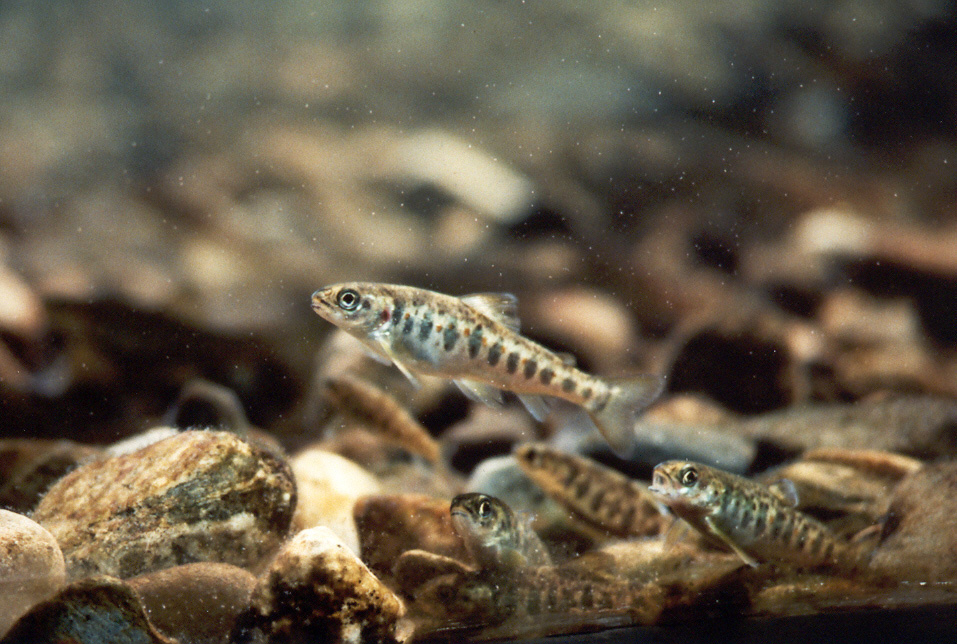
拥有鳞片和鱼鳍的指鱼
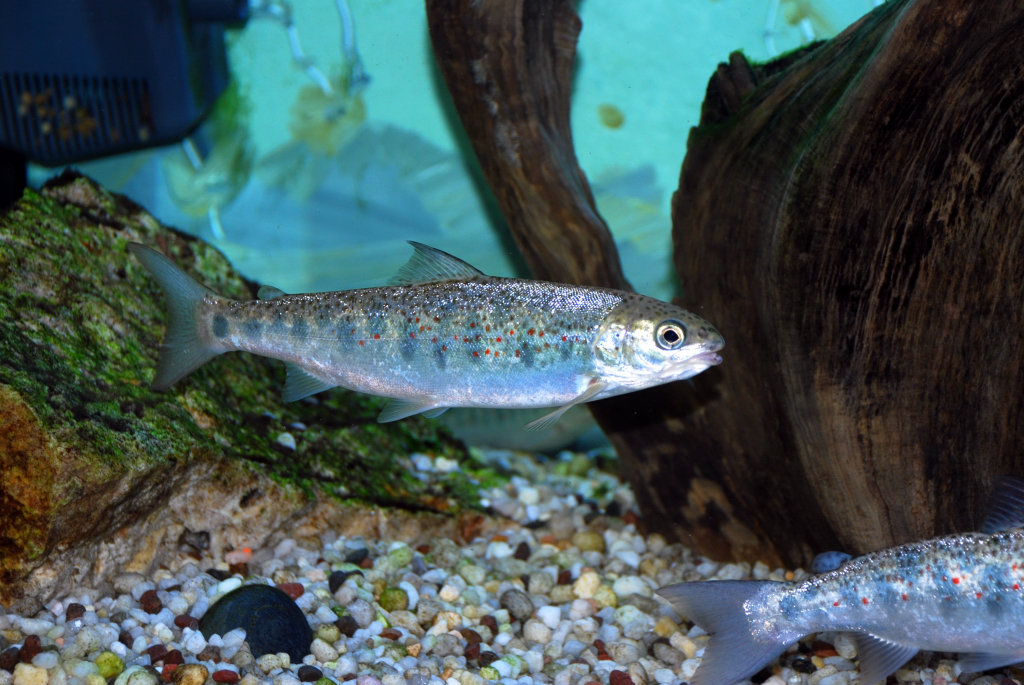
仍有幼斑但已形似成体的幼鱼
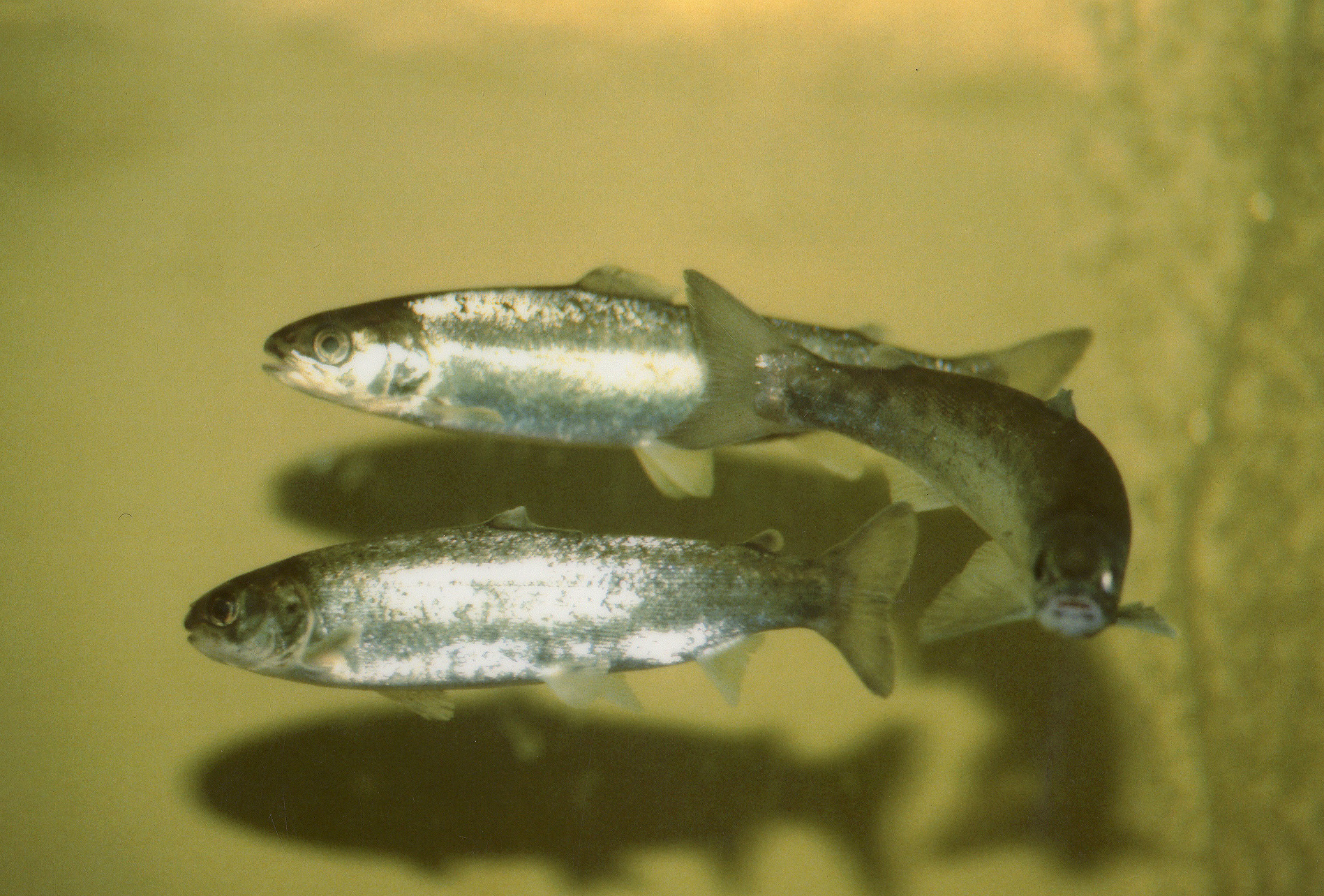
开始“银化”准备从淡水区迁徙入海的龄鱼
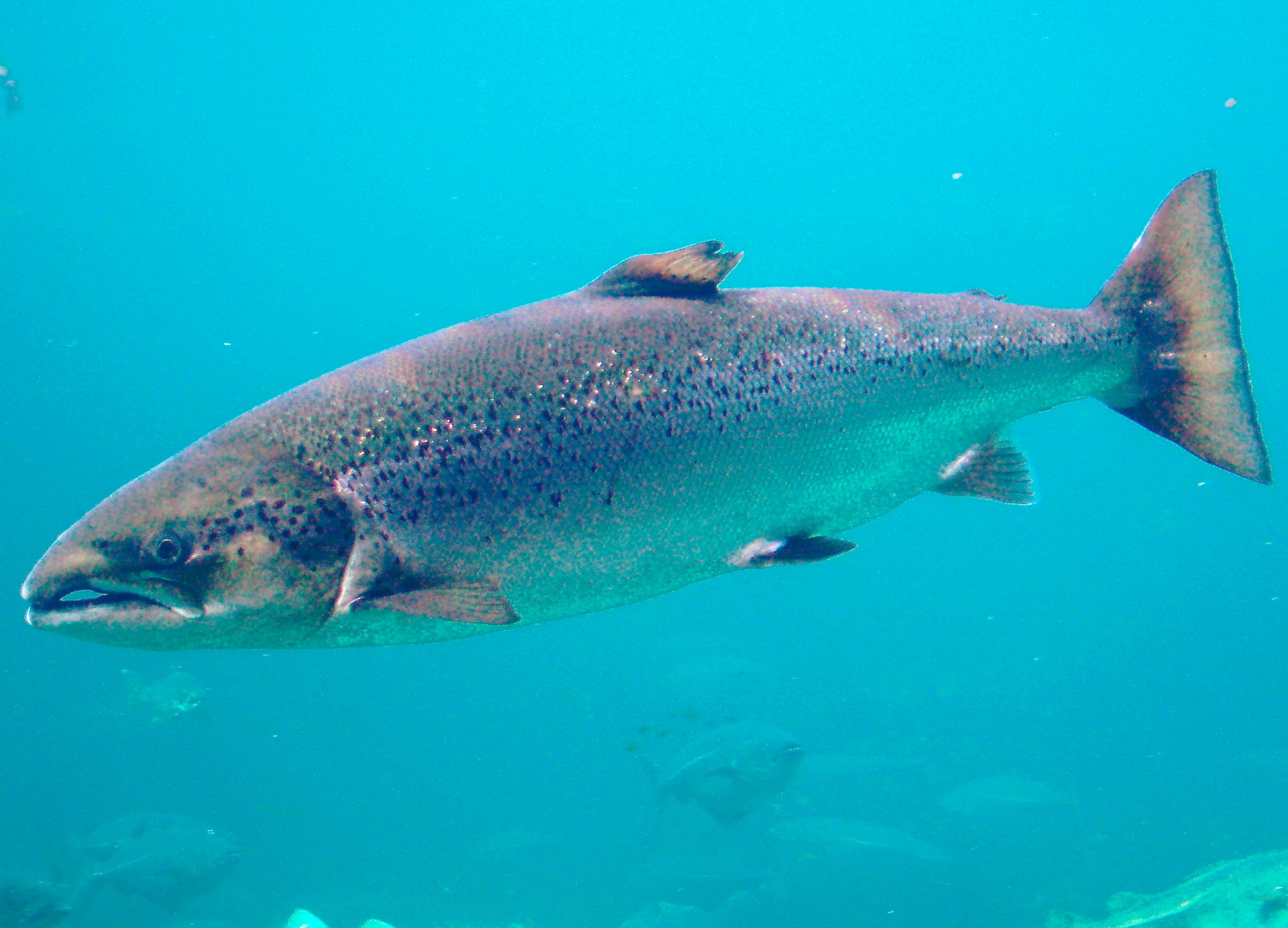
具有繁殖力的成年鲑鱼

### 繁殖洄游

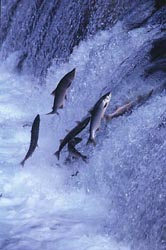
逆流越过矮瀑布的鲑鱼

鮭魚是溯河洄游型魚類，通常在河上游水氧充足的淡水区產卵，卵在水底的砾石之间孵化后长成幼鮭。而幼鮭則會快速長出竖斑爲其提供保護色，在隨後6個月至3年內（視乎品種）在河裏生活。鮭魚習慣在水表面捕食。幾乎絕大多數鮭魚都能準確地回到自己出生的河川。鮭魚非常善於游泳，它們能跳出水面，攀到瀑布上游。幼鲑的淡水生活会坚持到擁有銀色魚鱗爲止，身體亦會出現轉變以便在海水中存活，而衹有10%的鮭魚卵能成長到此階段。
在迁徙到海洋中后，鮭魚會接著在海中生活一至五年（視乎品種），在那裡他們逐漸變得性成熟。鮭魚在消遣的活動受海潮的影響較大。它們對海水的狀況非常熟悉，退潮時游向海裡，漲潮時游向河川。在繁殖期，大部分鮭魚會凭着嗅觉记忆重新回到自己的出生地產卵。

## 生態學
在太平洋西北地区和阿拉斯加一帶，鮭魚是當地生态系统的關鍵種。鲑鱼的洄游起到了巨大的逆流营养输送作用，將海洋生態系統中的氮、硫、碳、磷等養分傳遞至内陆的淡水生态系统。而沿途各种食鱼动物（比如鱼鹰、熊类、水獭等）对鲑鱼的捕食，则进一步将这些养分转移到陆地生态系统，而降解的鲑鱼腐肉则有利于湿地和消落带的森林生态系统。
绝大多数活着来到溪流繁殖地的太平洋鲑也都会在产卵后死去，其尸体下沉覆盖水底。这些残骸腐烂后释放的营养可大大补充上游水体原本缺少的有机物和生物质，养育其它水生生物。

### 與熊的關係

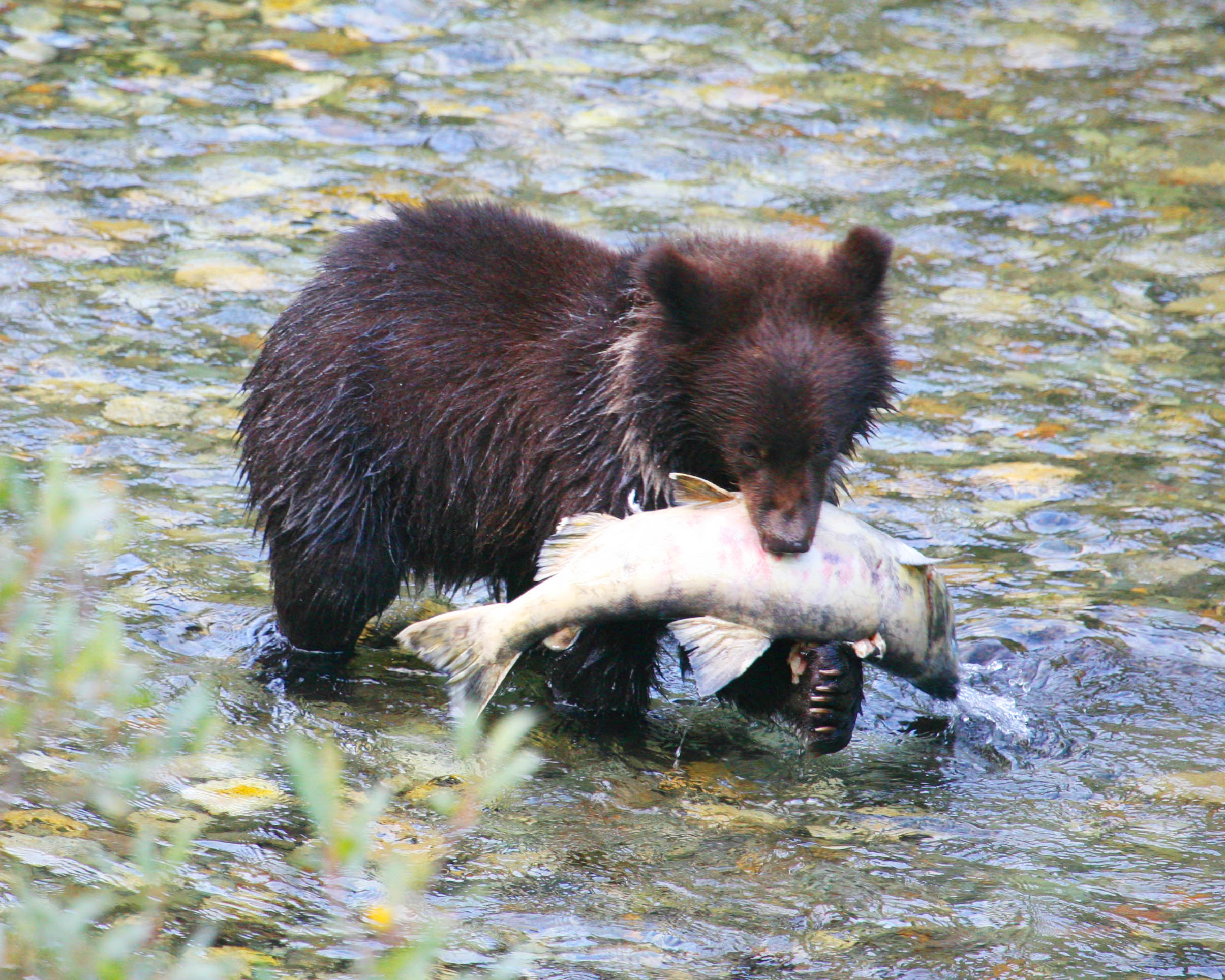
小熊捕鮭魚

灰熊、黑熊等掠食者則在當地扮演著「生態系的工程師」的角色。灰熊會捕獵洄游的鮭魚並將他們帶至附近的森林食用，而且通常只会食用热量最高的鱼卵和鱼脑。在那裏灰熊排出富含養分的尿液和排泄物，同時留下鮭魚的部分殘骸（熊类会将大约一半捕到的鲑鱼肉遗弃在森林地面，密度可达到每公顷4,000（8,800磅）），提供了河畔林地所需的氮总量的24%。在距離鮭魚出沒的溪流500（550碼）內，生長在那裡的白雲杉葉子也能發現源自鮭魚殘骸的養分。

### 與河狸的關係

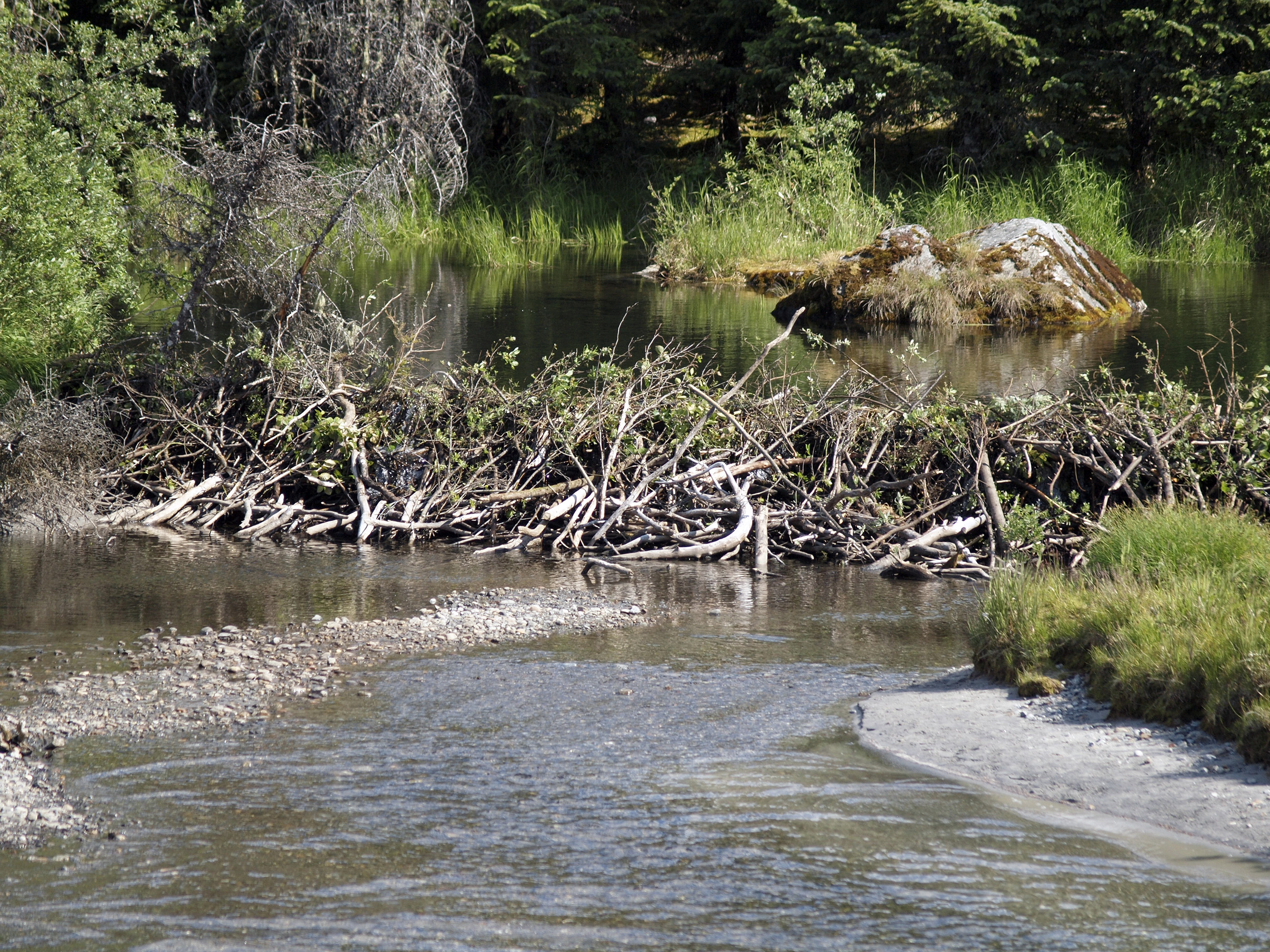
河狸筑坝形成的水塘可以为鲑鱼提供非常理想的产卵区域

河狸亦在當地扮演著「生態系的工程師」的角色。牠們在啃伐树木建造水壩的時候大幅改變了周边的生態系統，為鮭魚幼體提供了重要的栖息地。
河狸修建的水坝可以对成长期的鲑鱼产生如下影响：
- 延缓水中养分被冲刷的速度，使得之前产卵死亡的成年鲑鱼尸体所释放的营养可以被下一代的幼鲑所用；
- 增加水体的局部水深，可以为幼鲑提供躲避水鸟捕食的栖息地；
- 增加光合作用对水体氧气的补充效果和碎屑中纤维素分解可以赋予的养分浓度；
- 建造缓水环境让幼鲑可以把更多摄入的养分用于成长，而不是耗费体力去克服水流；
- 提供能够帮助幼鲑藏身的水下结构。

河狸坝甚至可以在河口湾的潮汐盐碱滩之中产生可以供养幼鲑、盐分百万分比小于10的淡水水塘。河狸通常会建造低于0.6（2英尺）的小水坝，这些矮坝在涨潮时会没漫过，但低潮时可以蓄水，因此可以被洄游的鲑鱼轻易越过并且可以保护孵化的幼鲑不受大河中掠食者的威胁。
在1818年条约后，英国政府与美国政府达成协议允许美国公民进入哥伦比亚河流域，哈德逊湾公司曾通知其下属的猎手尽可能的捕杀毛皮动物来让美国皮草贸易商无利可图，而当时对河狸故意的大举捕猎使得当地水域内的鲑鱼洄游几乎消失。

### 與七鰓鰻的關係

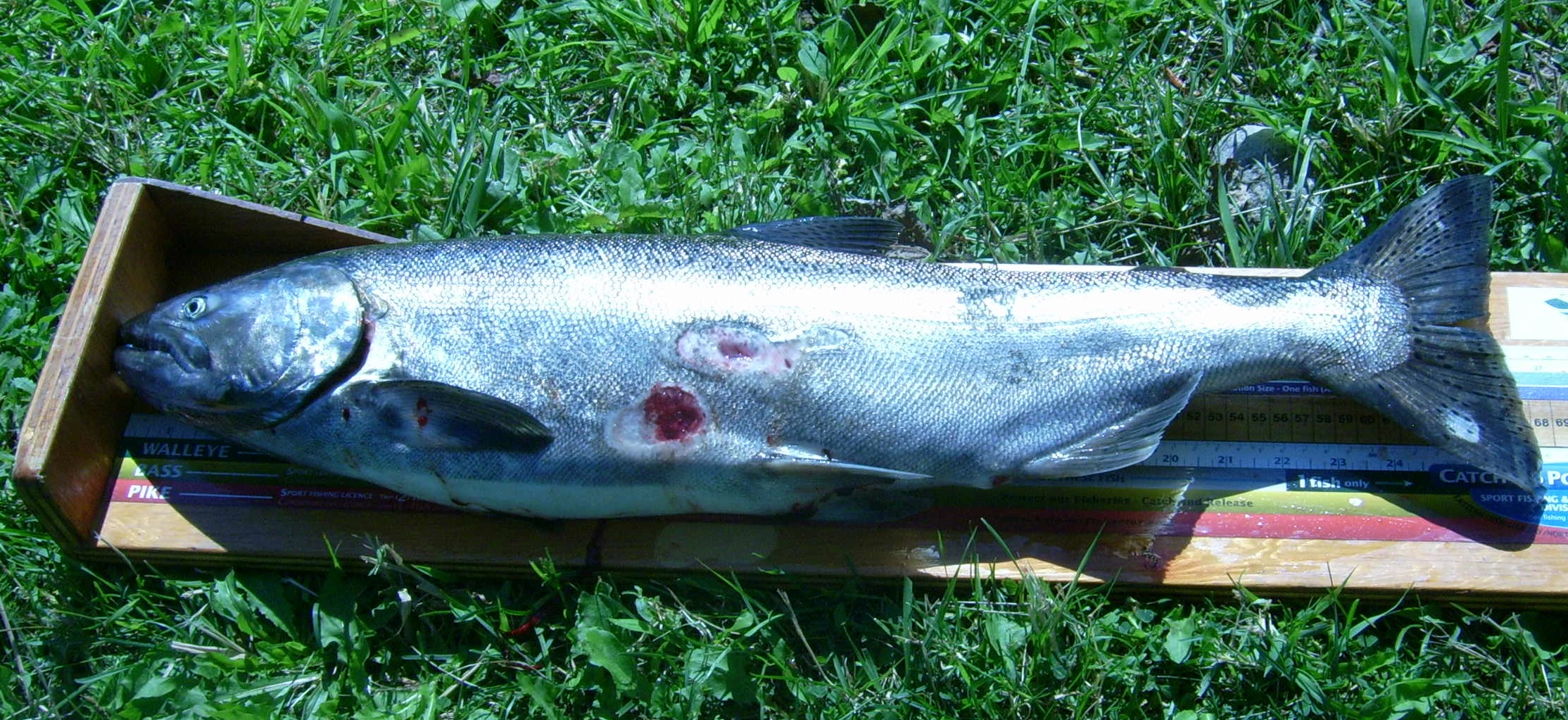
被七鳃鳗啃伤的帝王鲑

有研究發現，當七鰓鰻的數量減少，鮭魚的數量亦會隨之減少。和鲑鱼一样，许多七鳃鳗是洄游鱼种，在产卵后会死亡并腐烂向河溪中释放营养；而且与虹鳟和亚口鱼一样，七鳃鳗在产卵时对水底的砾石会有清洁作用。虽然一些七鳃鳗是吸血的寄生鱼种，但七鳃鳗的幼体是滤食性动物可以保持当地水体的健康，而且作为体脂和油性都更高的鱼种不但可以作为幼鲑捕食的食物，还可以优先吸引其它捕食者为幼鲑降低生存压力。在海中，成年七鳃鳗也是海豹和海狮的优先猎物（捕食七鳃鳗和鲑鱼的比例大概为30:1），使得更多的成年鲑鱼可以存活并洄游到河中繁殖。

### 與寄生蟲的關係

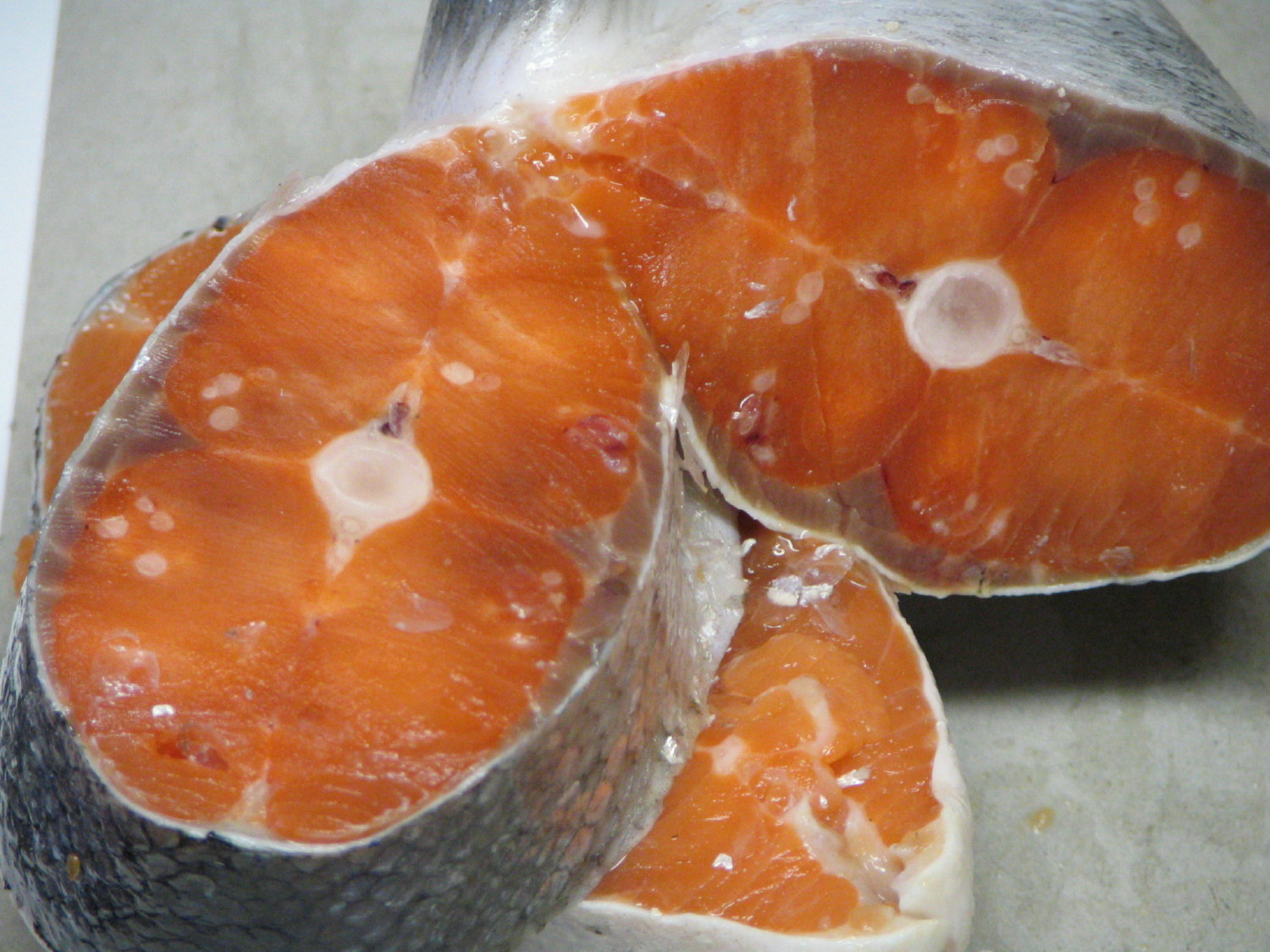
寄生于银鲑身上的鲑居尾孢虫（楚氏尾孢虫）可以寄生在所有洄游型鲑科鱼身上

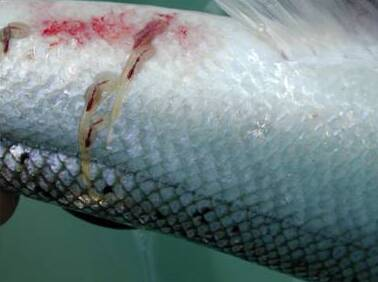
大西洋鲑背上的海虱

根据加拿大生物学家多萝西·基瑟尔（Dorothy Kieser）发现，碘泡科的黏体寄生虫——鲑居尾孢虫（Henneguya salminicola）时常会被在鲑科鱼类（但不包括陸封型淡水虹鱒）的肉中发现，在洄游到海达瓜依岛的野外鲑鱼样本中有明确记录。被感染的鲑科鱼的免疫系统会试图将体内的寄生虫包裹围困，因而形成众多聚集了大量寄生虫滋生的乳色囊肿。包括尾孢虫在内的黏孢子虫都有着复杂的生命周期，而鲑科鱼为其两个寄主之一，在产卵死亡后将躯体内的孢子释放。以尾孢虫为例，这些孢子会在被释放在溪流产卵地后进入第二个宿主（通常是无脊椎动物），在幼年鲑鱼迁徙到太平洋之前感染到鲑鱼身上，然后存留在鲑鱼体内直到下一个产卵周期。在鳟鱼中引起旋转病的黏孢子虫有着类似的生病周期，但不同的是尾孢虫似乎并不会让鲑鱼发病，即使是严重感染的鲑鱼也可以顺利洄游产卵。
按照基瑟尔的说法，大量有关鲑居尾孢虫的研究都是由纳奈莫太平洋生物站（Pacific Biological Station）的科学家在1980年代中期完成的，其中最突出的一个概述报告声称“在淡水平均居住时间最长的鱼体有着最高的患病率”，因此从物种来说“银鲑为最，红鲑、帝王鲑、狗鲑和粉红鲑相继次之”。而这份报告同时声称其研究进行时，英属哥伦比亚的大型水系（比如弗雷泽河、斯基纳河、纳斯河等）的中上游以及太平洋沿岸溪流的鱼群“更可能有较低的感染患病率”，因此“尾孢虫虽然在经济上有害，但从公共健康角度无害，严格意义上是一种在包括人类在内的热血动物中无法生存或造成影响的鱼类寄生虫”。根据加拿大食品检验局的软体贝类项目专家专家克劳斯·夏利（Klaus Schallie）的说法：“鲑居尾孢虫在英属哥伦比亚南部的所有鲑鱼中都能找到。”
另一类能够造成野生和养殖鲑鱼感染并死亡的寄生虫是海虱，特别是疮痂鱼虱属的鲑鱼虱（Lepeophtheirus salmonis）和鱼虱属的多种桡足寄生虫。海虱是一类外寄生虫，主要在浮游的幼体阶段附着在野生鲑鱼身上，然后靠进食黏液、血液和皮肤生存。大量的高养殖密度的开放性养鲑笼都能滋生大量密集的海虱，而暴露在河口湾水域的养鲑笼则可以传染许多野生的幼年鲑鱼并导致其死亡。成年鲑鱼在被感染后也可能存活，但刚刚迁徙入海的幼鲑因为体小皮薄是极易受伤的。在加拿大西岸的一些地区，粉红鲑因海虱造成的死亡率常常超过八成。

## 商业价值

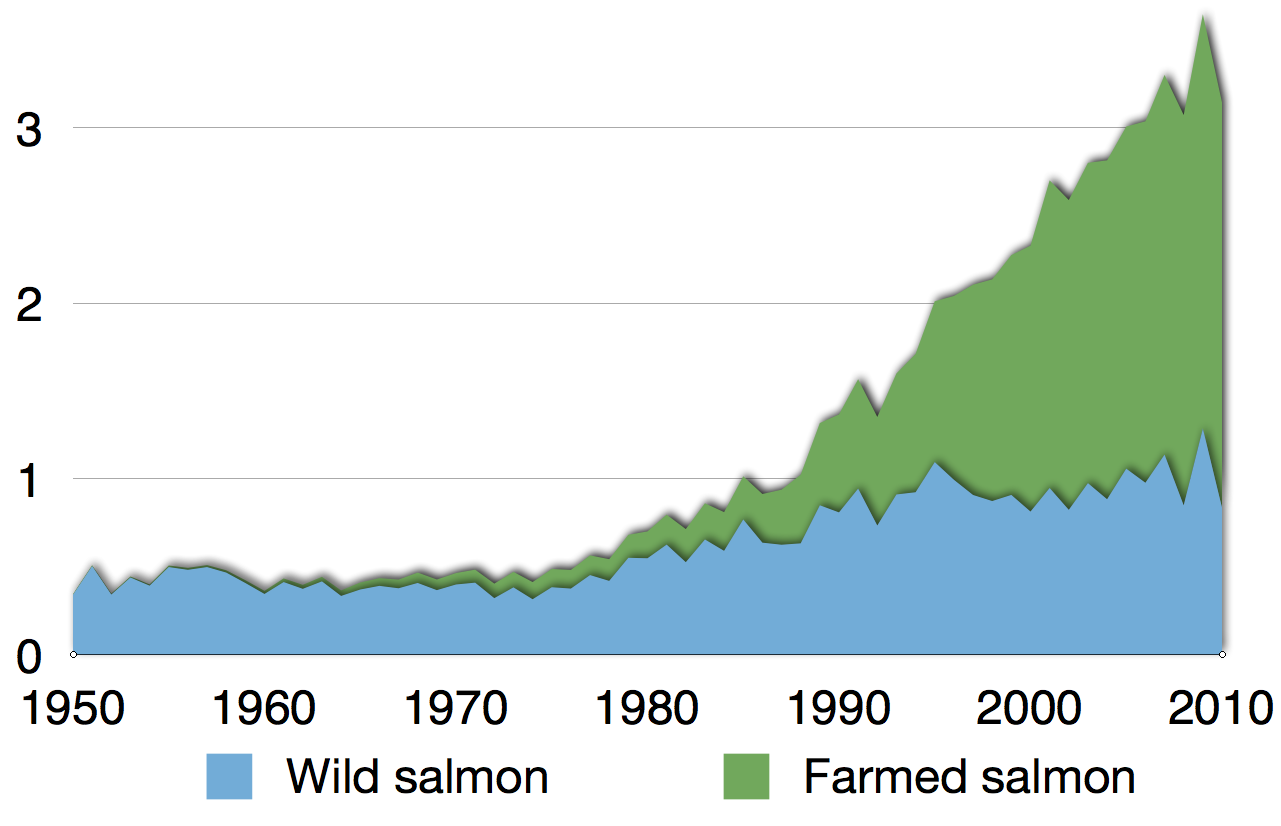
1950～2010年间鲑鱼的野生捕捞（蓝）和人工养殖（绿）的商业产量（以百万吨计）

全球各国向粮农组织上报的野生鲑鱼商业捕捞量自1990年开始就保持在大约每年100万吨左右，但同时期内人工养殖的鲑鱼却从大约60万吨增长到了超过200万吨。几乎所有野生捕捞到的鲑鱼都是太平洋鲑，相比之下，大约一半的养殖鲑鱼是大西洋鲑。
|      | 1982   | 1982   | 2007    | 2007   |
|      | 吨量   | 百分比 | 吨量    | 百分比 |
| ---- | ------ | ------ | ------- | ------ |
| 野生 | 558864 | 75     | 992508  | 31     |
| 养殖 | 188132 | 25     | 2165321 | 69     |
| 总量 | 746996 |        | 3157831 |        |

### 野生捕捞

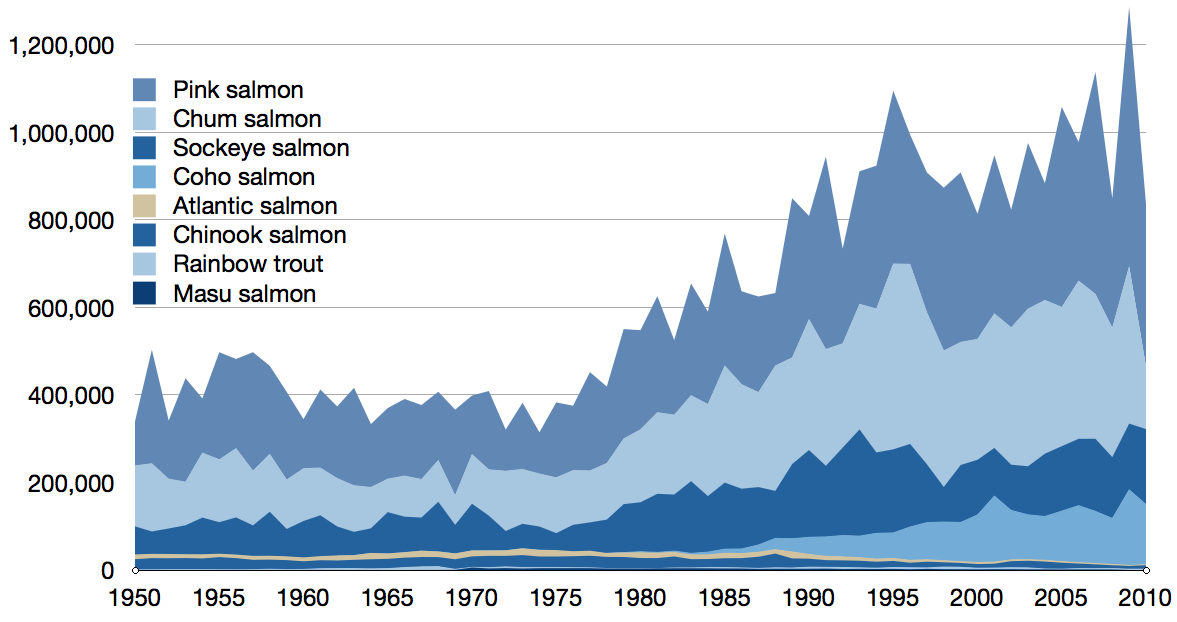
1950～2010年间所有品种的野生鲑鱼捕捞吨量

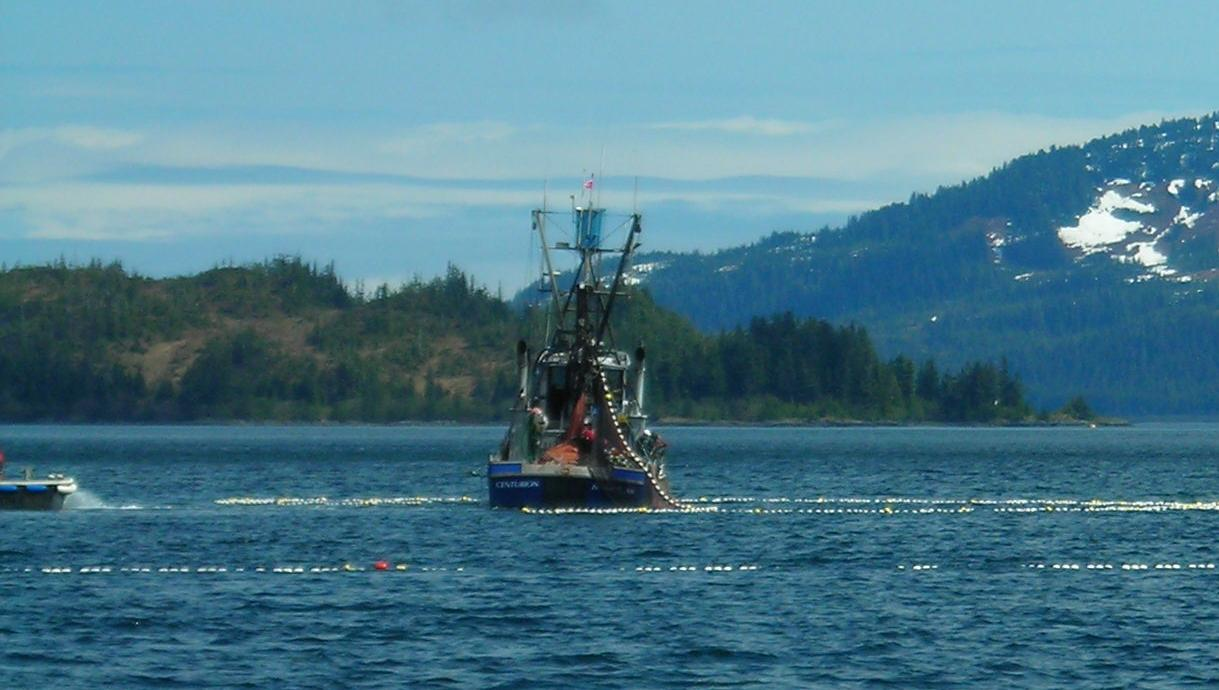
阿拉斯加威廉王子湾的渔船在围网捕捞野生太平洋鲑

野生大西洋鲑的捕捞量向来很少，而且自1990年以来一直在稳固下降，到了2011年报告只有2500吨。野生鲑鱼的生存严重依赖拥有能用来产卵和育仔的栖息地，这也是环保人士最担心的方面。土地开发、伐木和自然资源开采都可以造成环境退化并破坏鲑鱼的栖息环境。在大西洋流域和部分太平洋流域，鲑鱼的种群数量都开始引发关注。
针对野生鲑鱼的休闲捕鱼在欧美国家十分受欢迎，而对野生渔场资源的利用也使得商业渔民和休闲钓友之间产生了一些冲突。为了保护洄游的鲑鱼数量，商业捕捞在河口湾和沿岸地区经常是被禁止的。在北美西海岸的以西地区，针对鲑鱼的运动捕鱼已经完全取缔了商业捕捞，因为钓鱼市场为经济贡献的产值往往是鲑鱼作为海产的商业价值的许多倍。

### 水产养殖

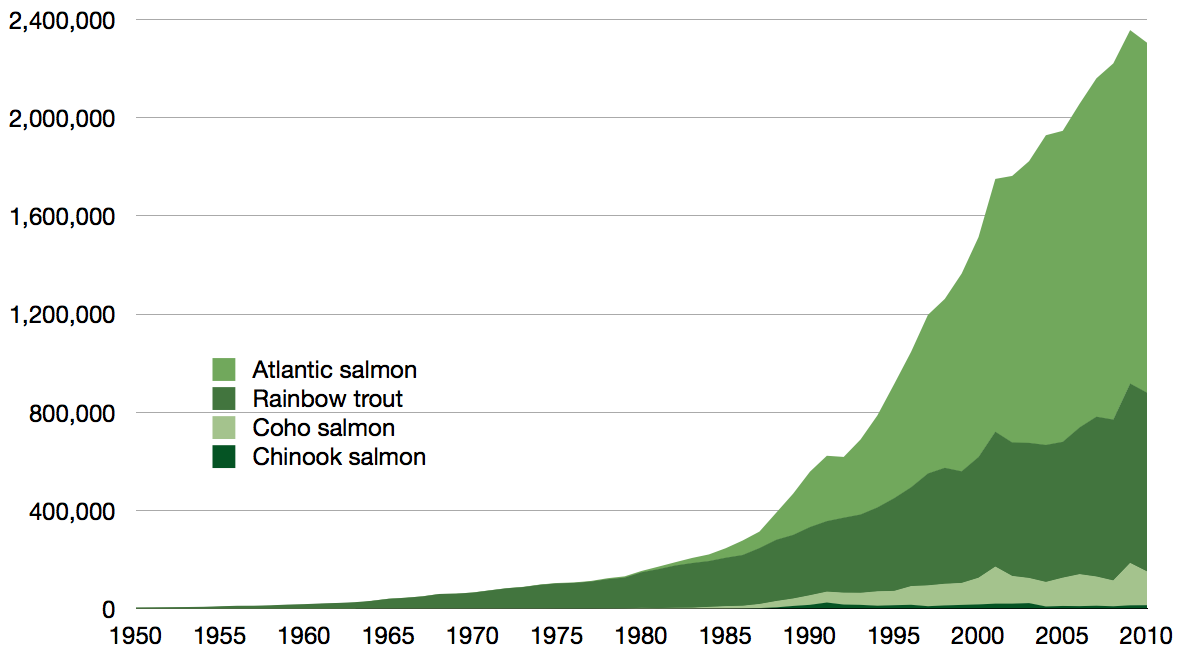
1950～2010年间所有品种的鲑鱼养殖吨量

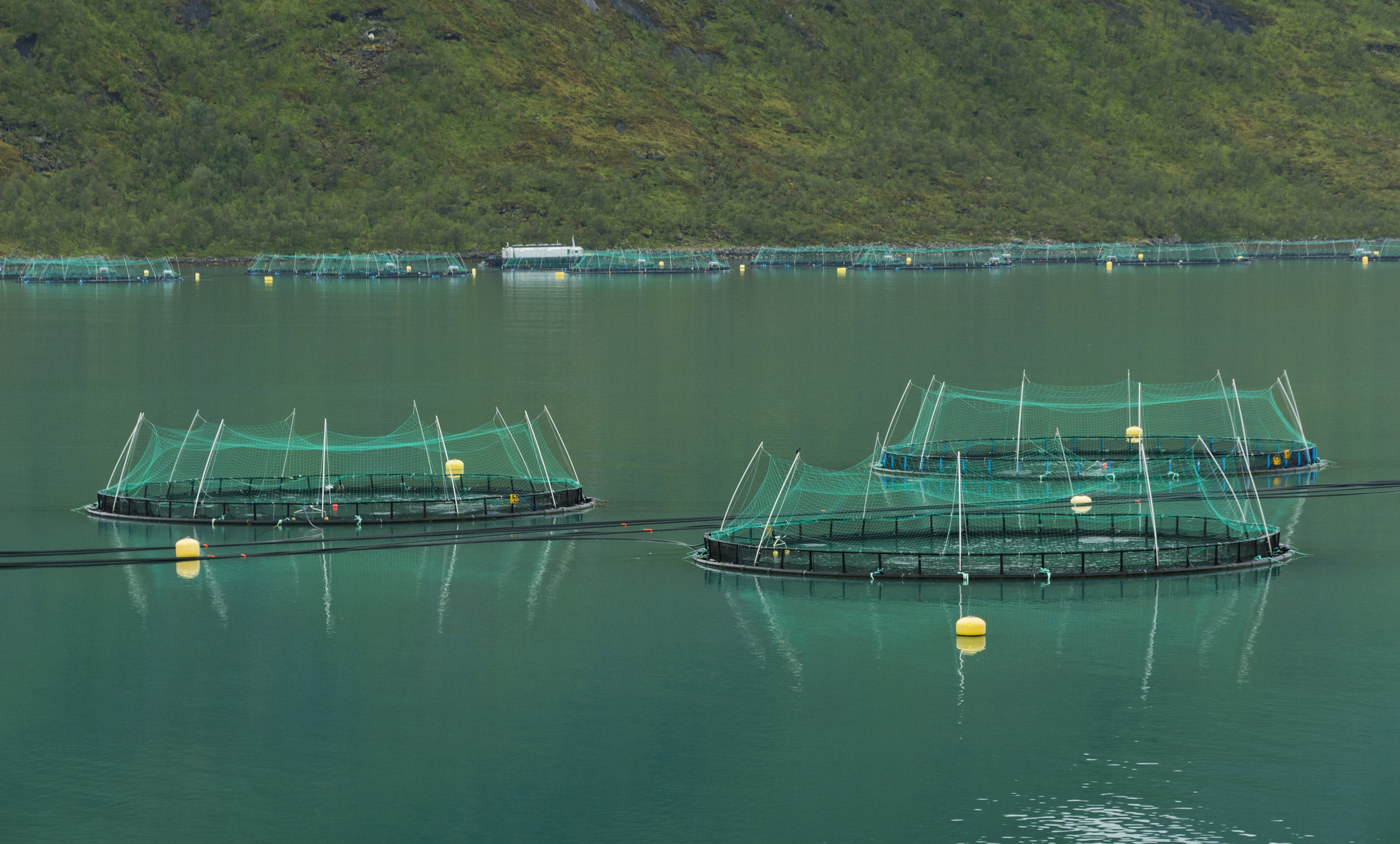
挪威特罗姆斯郡塞尼亚岛用来饲养鲑鱼的海笼

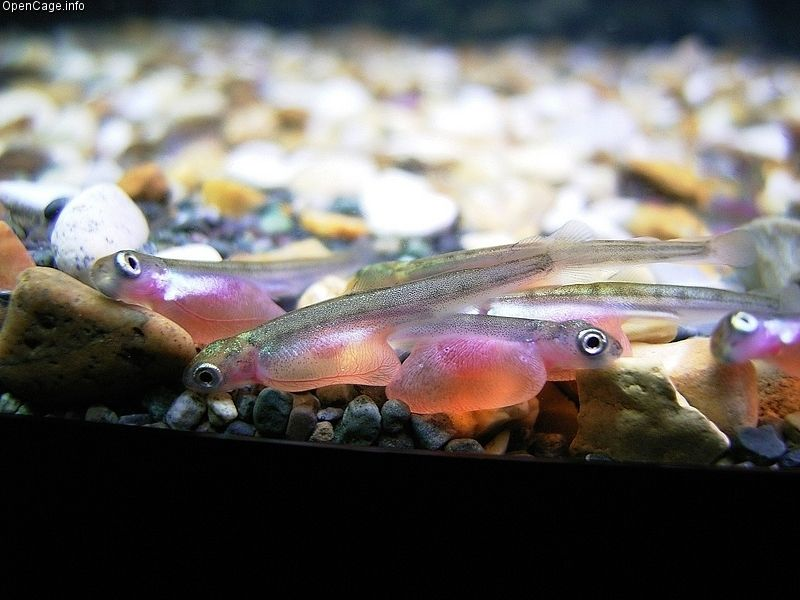
人工孵化的狗鲑鱼苗

鮭科鱼与鲤科鱼和罗非鱼是世界水产养殖业最重要的三个鱼种群体。鲑科鱼在世界上被商业养殖最多的物种是大西洋鲑，主要用来满足食用鱼需要；而在美国由国家鱼类保育系统（National Fish Hatchery System）养殖最多的鲑科品种则是帝王鲑和虹鳟/硬头鳟，主要用于为休闲捕鱼进行增殖放流，在欧洲则是养殖褐鳟用于游钓。仅2007年，全球鲑科鱼的养殖产值就高达107亿美元，从1982年的25年内开始养殖规模增长了超过十倍。在2012年，世界鲑科鱼养殖产量排名最前的国家地区分别是挪威、智利、苏格兰和加拿大。
鲑鱼是肉食性鱼类，需要用大量野生饲料鱼和水生动物来喂养满足蛋白质摄入需求，所消耗的生物量要超过自身作为食用鱼能贡献的肉量。以干重来算，每养殖一公斤鲑鱼需要消耗2～4公斤的饲料鱼。而鲑鱼养殖业规模的增长提高了对饲料鱼供应的需求，尽管现今世界上75%的渔场都已经达到了可持续的产能极限，而且也会进一步压缩其他野生掠食鱼的生存空间。野生鲑鱼捕食有壳动物（比如虾和磷虾）来摄入天然的类胡萝卜素，人工养殖的鲑鱼往往会被喂食虾红素和角黄素来加深并模仿野生鲑鱼的肉色以提高他们的市场竞争力。
鲑鱼的精细养殖通常为了减少生产成本会使用开孔式海笼，因此可能造成疾病和寄生虫（比如海虱）在养殖和野生鱼群之间传播。另外一种更安全但可控性也低的养殖法是将鲑鱼在孵鱼场内抚养到可以独自生存的阶段，然后放流到天然的河流内自行生长，被放流的鲑鱼在繁殖期会资助洄游到被放流的水域。这种放养法在挪威人发明海笼饲养之前，在瑞典十分常见。而另一种直接将放鱼入海的放养法也正在阿拉斯加试用，将幼年的鲑鱼放到远离野生鲑鱼的水域，而幼鲑成年后在产卵期会出于本能回到被放流的水域。另一种比用孵鱼场更天然的鲑鱼养殖方法是在野地溪流边平行挖掘运河或渠道，并在渠底铺设比较符合鲑鱼理想产卵环境的砾石层，然后将溪水导入或泵入渠内。鲑鱼通常会优先选择这些人工渠产卵，因为天然溪流的砾石底在汛期有时会被洪水冲刷而丧失作为产卵地的价值。人工渠的缺点是水流过缓容易导致沉积物聚积，因此需要定期进行人工清理，但不像养鱼场那样需要使用大量的化学剂来防控疾病。
现今有研究在试图用植物蛋白（通常为豆制品）作为鲑鱼饲料，但也会因此减少养殖鲑鱼的ω-3脂肪酸含量，而且可能会因为对种植业的依赖反而影响到陆地生态系统。另一种选项是用以酵母为基础的蛋白质发酵工艺生产饲料，可以利用生质酒精的副产品来大大减少养殖成本。此外另一个很有前途的选项是使用海藻，除了可以提供各种微量矿物质和维生素以外还可以改善饲料中的天然膳食纤维并获得比谷制鱼粉更低的升糖负荷，甚至可以完全消除生产饲料对化肥、耕地和水资源灌溉的依赖。

### 食用

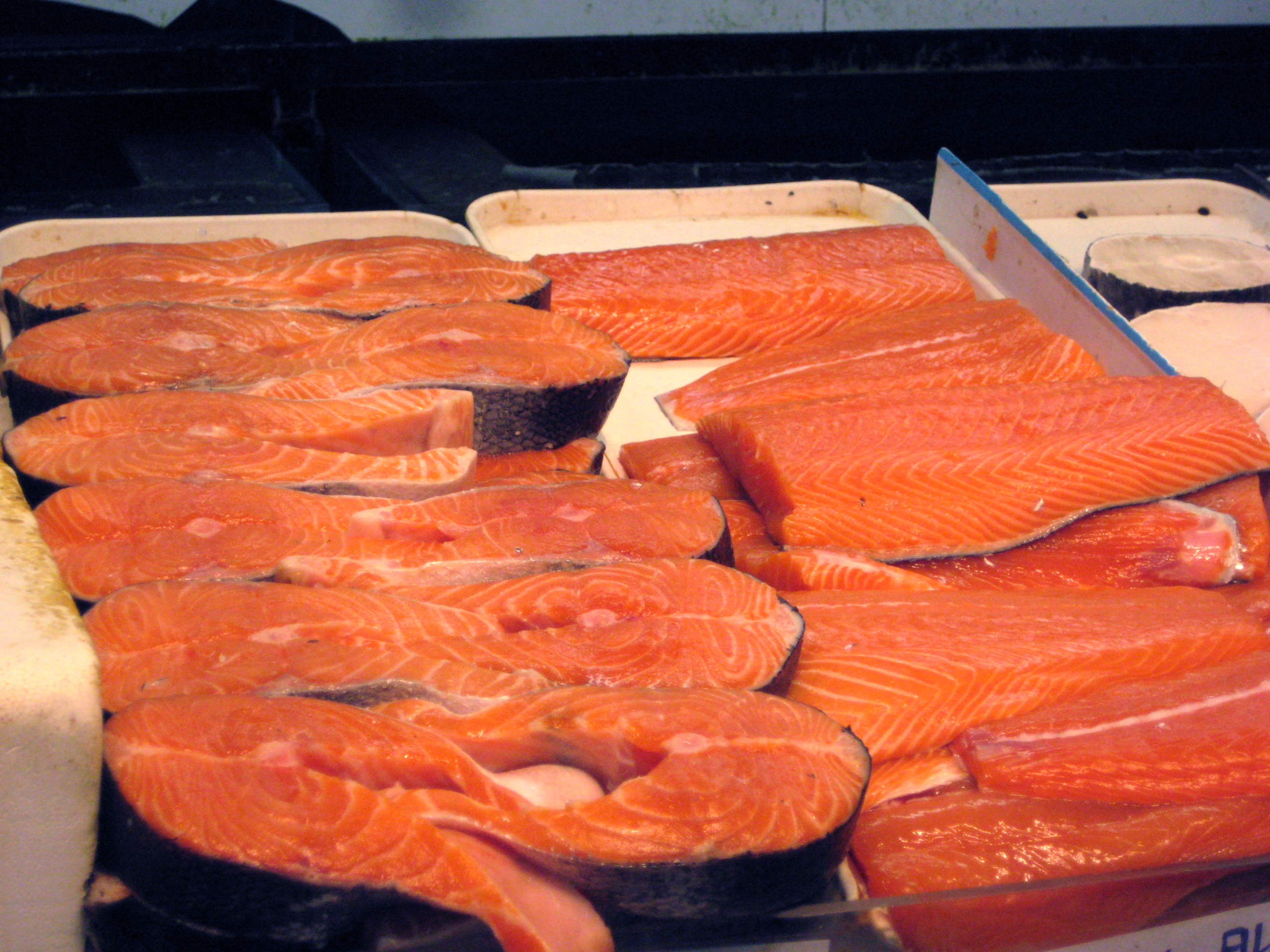
鲑鱼排（左）和鱼柳（右）

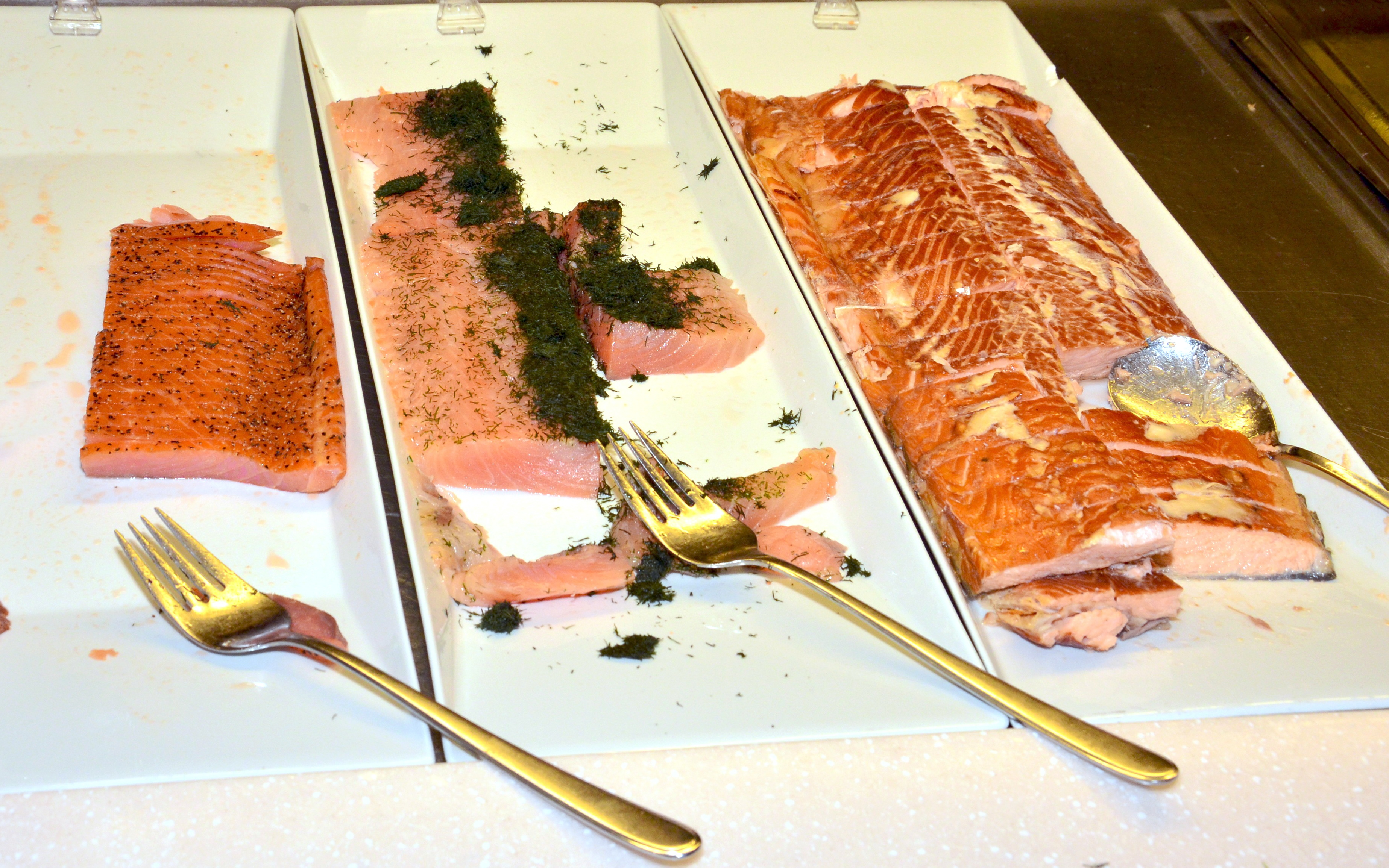
冷熏鲑鱼（左）、腌鲑鱼（中）和热熏鲑鱼（右）

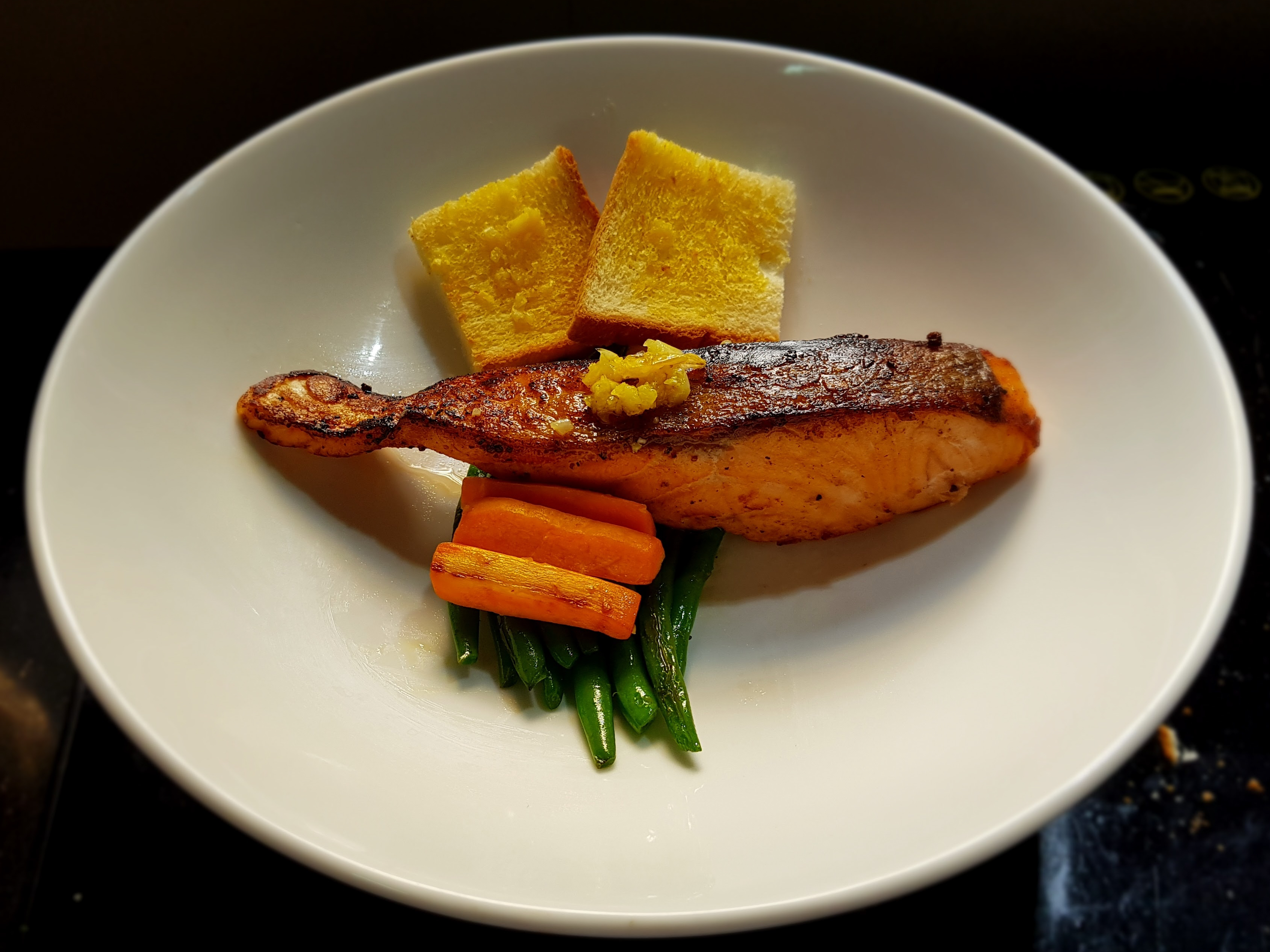
煎烤鲑鱼

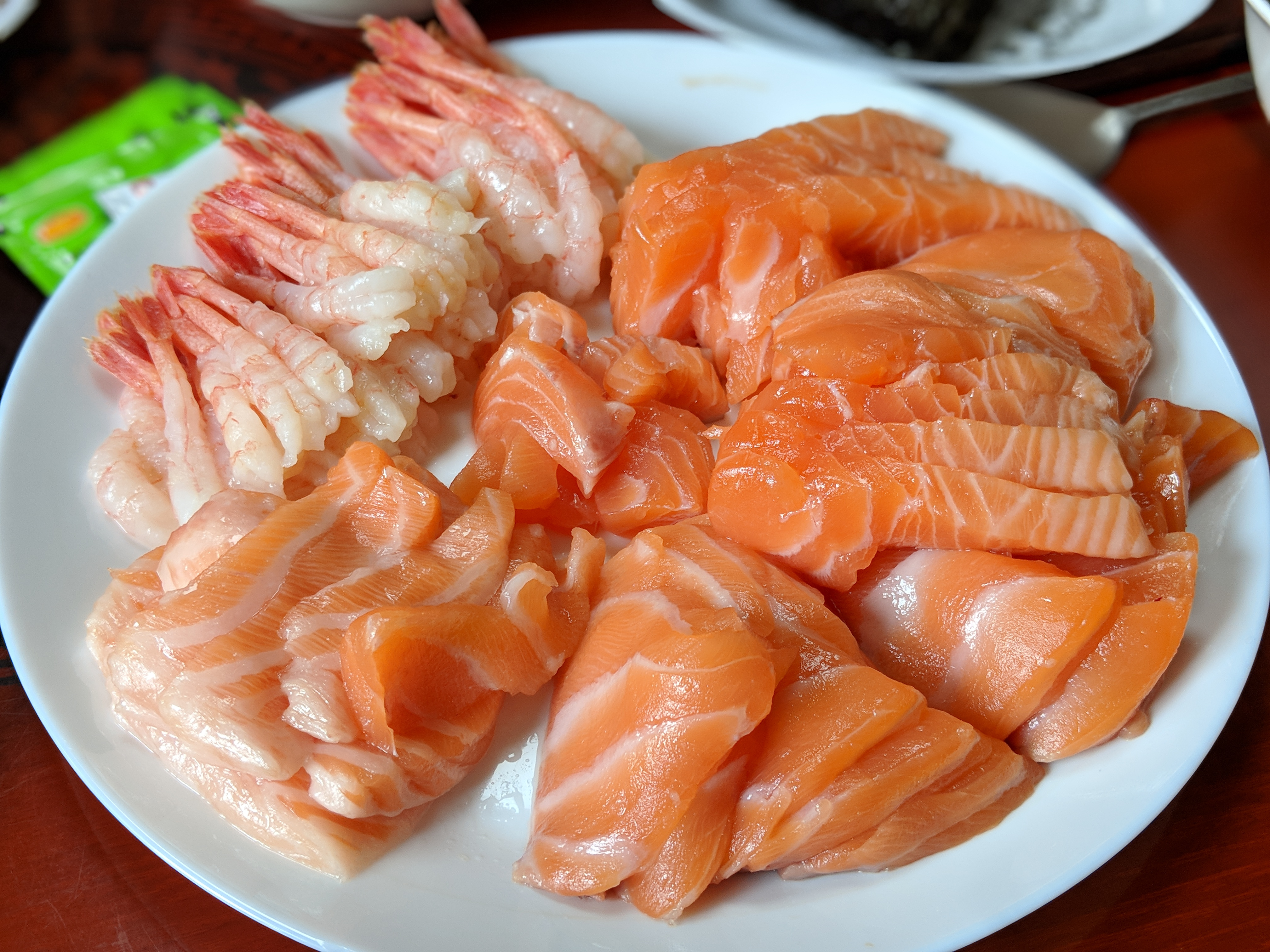
鲑鱼刺身

鮭魚肉含有高蛋白質、ω-3脂肪酸及維他命D，被視為有益的食物。此外，膽固醇含量也比較高，達每100克肉就有214微克的膽固醇。鮭魚肉一般呈橙色或深紅色（如紅鮭）也有很多白肉的品種，野生鮭靠蝦子等甲殼類維生，魚肉才會呈現橘紅色，在大西洋鮭養殖業者中為了讓鮭魚類似野生的蝦紅素表現，在飼料中添加類胡蘿蔔素等可食用色素來增色提加賣相。
接近99%在大西洋出產的鮭魚為人工飼養。挪威是世界第一大鲑鱼养殖的出口国。此外转基因鮭魚2015年在美國被核准上市，可能成為了第一種上餐桌的转基因肉品，這種鮭魚只要三分之一的養殖時間。
鮭魚的食法有多種，但因为寄生虫问题，在制冷技术普及前普遍没有生食的传统。即使是以生鱼片闻名的日本料理最初也只用於熟食，烤鲑鱼是家常菜，還會把鮭魚頭製成鹽燒鮭魚等菜式；歐美會以熱或冷煙燻方式製作煙燻鮭魚，或把鮭魚製成罐頭以便儲存，北歐地區亦有醃製鮭魚。在20世纪下半叶，挪威爲了開拓在远东（特别是当时经济腾飞的日本）的出口市場以便推广自己的“天然鲑鱼”（其实都是用海笼养殖的）产品，發明了更容易被日本大众接受的鮭魚壽司和刺身。

## 鮭魚與鱒魚

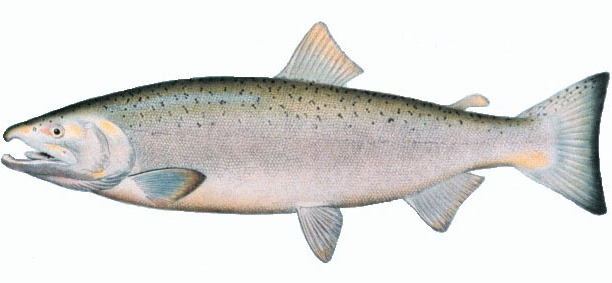
銀鮭魚 基於銀鮭魚或銀鮭魚的繪圖，成年雄性。在：“阿拉斯加的魚”。漁業局公報，卷。 XXVI，1906 年。

鲑科共有300多個屬種的魚類，主要分布在北半球中高纬度的大洋沿岸（北太平洋、北大西洋和北冰洋），在非原生地如北美五大湖、南美巴塔哥尼亞和新西兰南岛亦可找到引入种。鲑鱼和鳟鱼属同一亚科（鲑亚科），都是有洄游习性的肉食性鱼类，在内陆上游深度较浅的淡水環境下产卵，孵化出的幼鱼主要以昆虫和甲壳类为食；成年後迁徙游到更大更深的水体中生活，捕食其它小型鱼类；在繁殖期又会溯河回到内陆的淡水出生地繁殖下一代。其中太平洋鮭一般在繁殖完成後數週便會死亡（但是有部分種類就可能不會洄游，例如淡水虹鱒）。
鲑鱼和鳟鱼的分类学关系非常近，一些同属品种间甚至可以发生自然杂交，英语俗称也有所交叉（比如樱鳟在西方国家就被称作“马苏鲑”，虹鳟的沿海亚种硬头鳟在美国也时常被俚称为“硬头鲑”，钝吻鳟和隆头鳟在英语中有时也会被称作“亚得里亚鲑”和“黑海鲑”）。一般来说，“鲑鱼”专指那些生命周期大部分时间都在海水区度过、体型因此较大所以被渔业重点关注的溯河洄游品种；而“鳟鱼”则泛指其它主要生活在淡水区和半咸水区的纯内陆洄游品种。因为鳟属和钩吻鲑属中绝大部分和分布最广的鱼种都称作“鳟”，而且其最近共同祖先流木始鲑鱼有化石证据证明是纯淡水鱼，因此鮭魚从生物学意义上可以被看做是鱒魚中演化得更具有广盐性并成功适应海生的子集。
大西洋鲑和太平洋鲑並無硬性标准的貴賤之分，只看当地市场定价。例如在北美東岸因为太平洋鲑更为稀有，一般比大西洋鲑反而要更貴，而新鮮的北极红点鲑價格甚至遠高於新鮮的大西洋鮭；在紐約奥乐齐超市中，同爲智利養殖的大西洋鮭和太平洋的銀鮭價格相同，均爲8.8美元/磅左右，黑龍江產的冷凍鮭魚（红鲑）價格最便宜。陸封型虹鱒魚則較廉價，但洄游型虹鱒魚（硬头鲑）則能要价10美元/磅，比大部分鲑鱼都要贵。
縂的來說，鲑鱼和鱒魚的市價高低完全取決於其肉量、肉质口味的受欢迎程度和捕捉成本，以及洄游的渔季限制，陸封型的鲑鱼和鳟鱼因为容易捕捞通常都較廉價。太平洋鮭魚的價格則取決於魚種和新鮮程度，卵用型太平洋鮭（如粉红鲑、大马哈鱼）新鮮時肉質鮮美但肉質變化速度較快，難以冷鏈運輸，卽便冷凍也會嚴重影響味道，因此較爲廉價，相反肉用鮭魚亦並無卵用者，其肉價愈貴，除银鲑與大西洋鮭相當外其餘兩種（红鲑和帝王鲑）均遠貴於大西洋鮭，但肉用型马哈鱼多分佈在外東北、遠東和美洲西部，鮮有洄游至黑龍江中上游進入中國境內的。同等色深下，大西洋種肉色偏橙太平洋種肉色偏粉、洋紅，大西洋種油脂較多而太平洋種存著一些獨特的鮮味。帝王鲑的油脂在太平洋鮭中最高，接近於大西洋鮭水平；卵用型太平洋鲑油脂含量最低。红鲑的肉质顏色最深，其次爲太平洋的硬頭鮭（洄游型虹鱒）和大西洋的北极红点鲑。
因为鲑鱼普遍是亚寒带高纬度的冷水鱼种，在温带水域难以生长，所以在中國南方主要是進口的大西洋鮭為主，而北太平洋品種的大马哈鱼常於9－10月回到黑龍江、烏蘇里江等河中產卵，故又叫“秋鮭”。部分商人會利用品種差異以陸封型魚類（如淡水虹鱒）混充鮭魚，并曾在中国大陆引发极大争议。

## 圖集

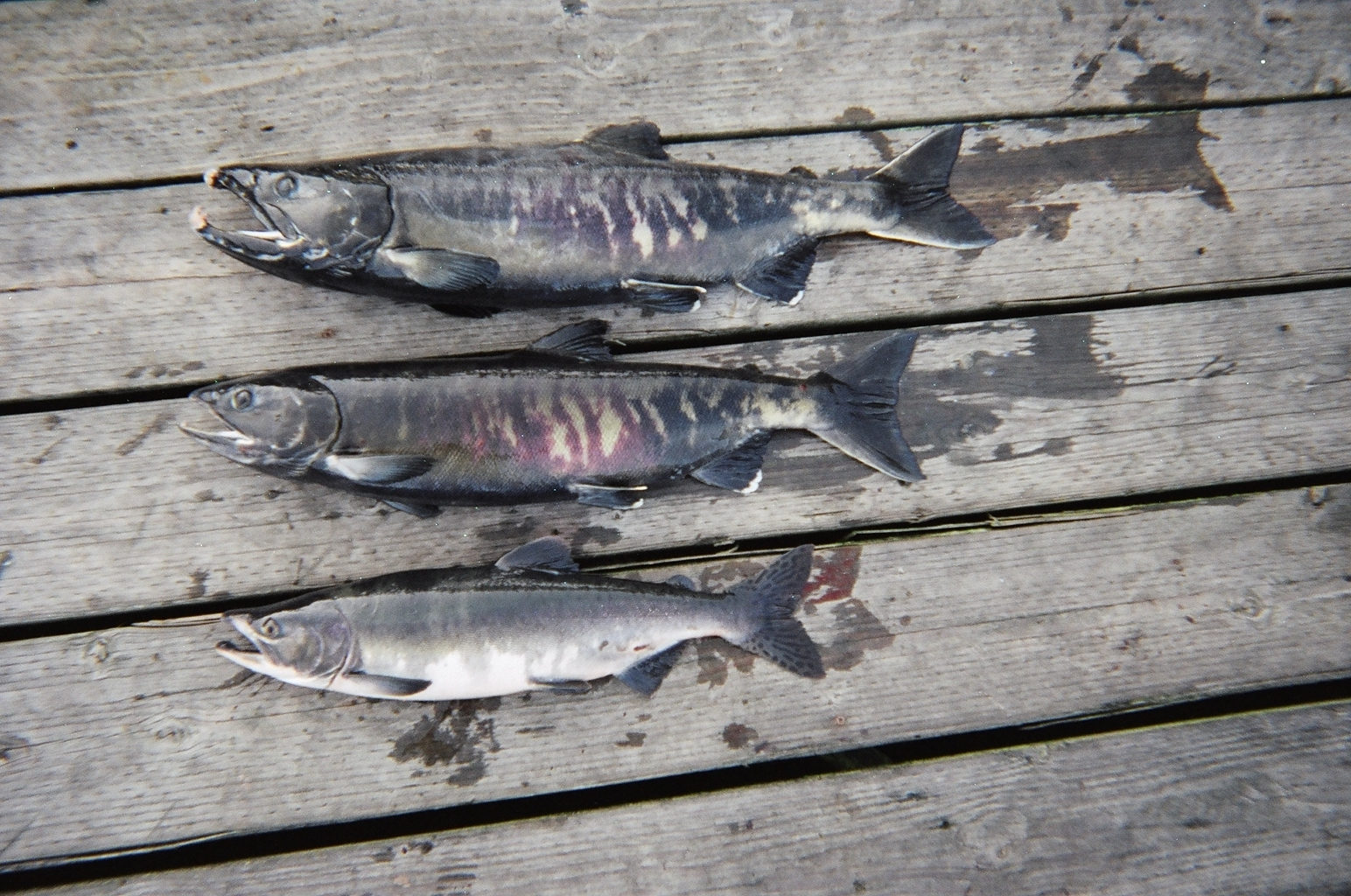
大马哈鱼 Oncorhynchus keta
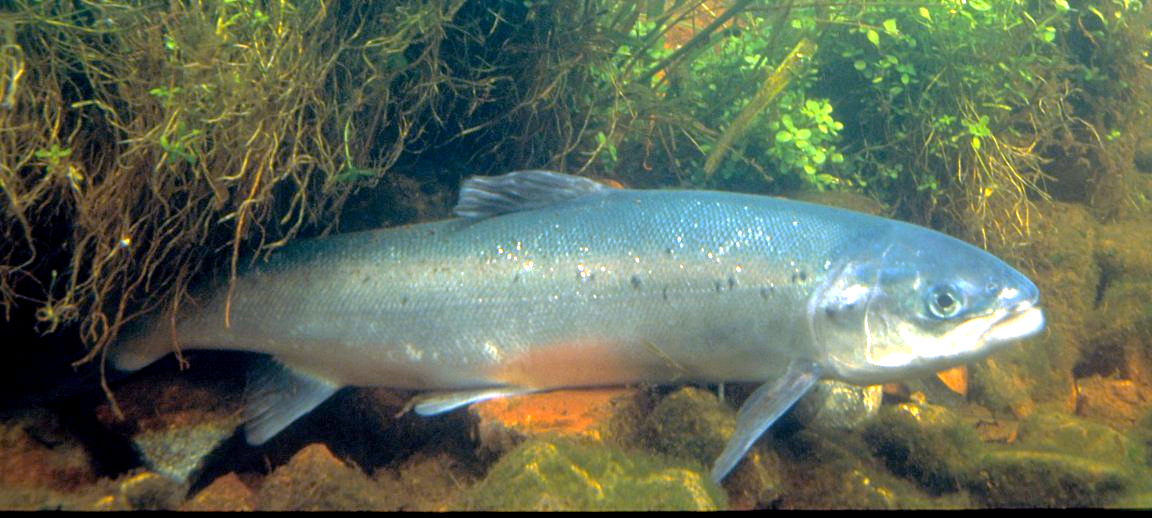
大西洋鮭 Salmo salar
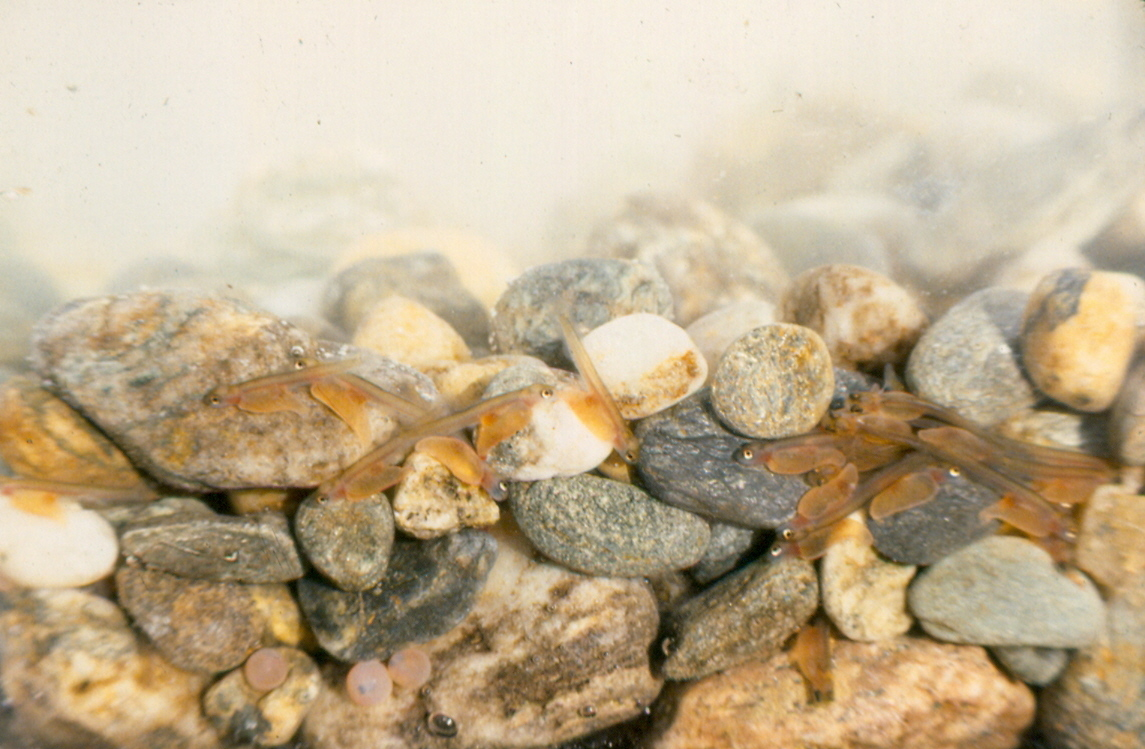
藏身水底砾滩的仔鱼
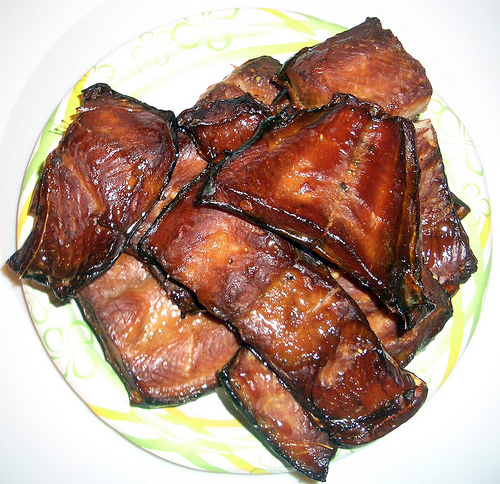
熏鲑鱼
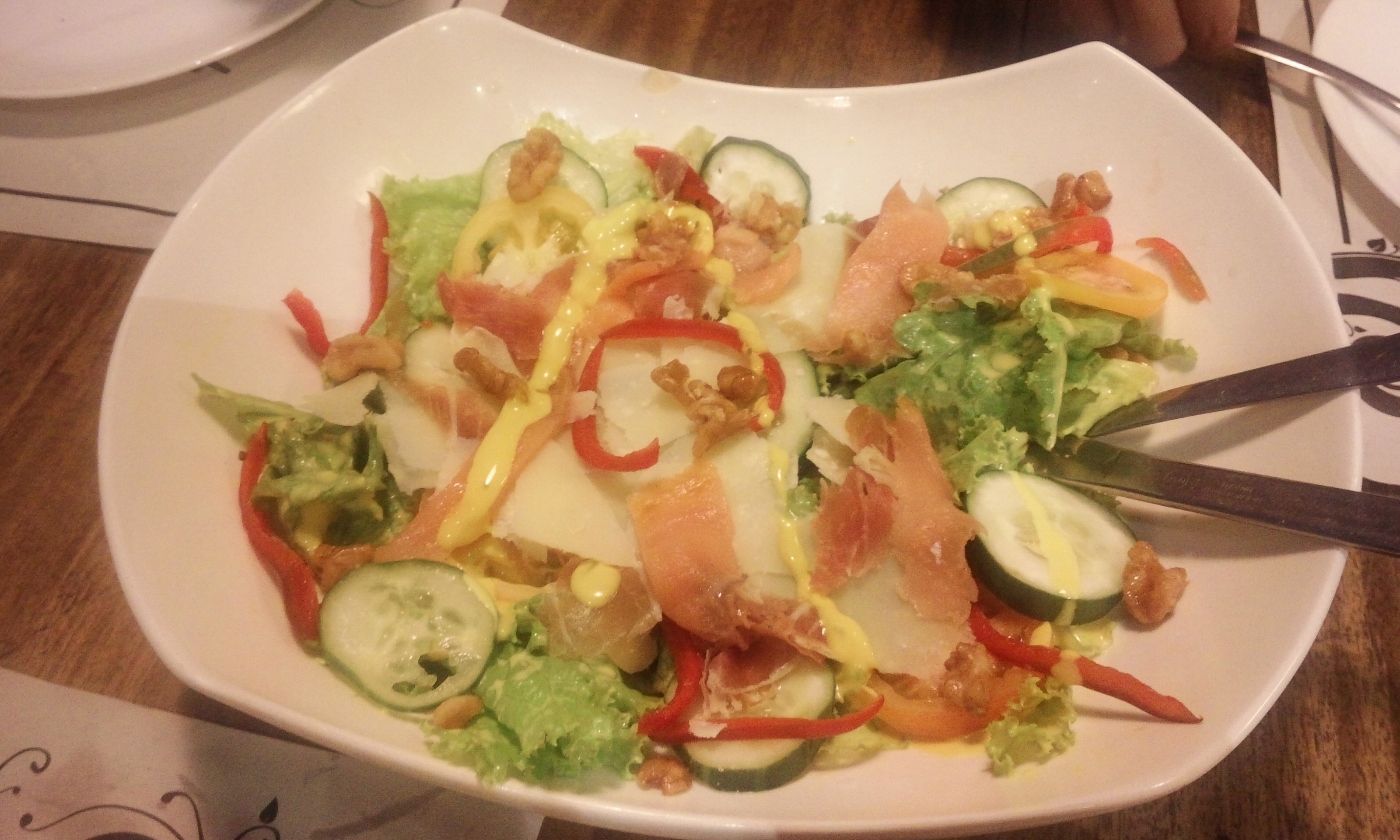
鲑鱼沙拉
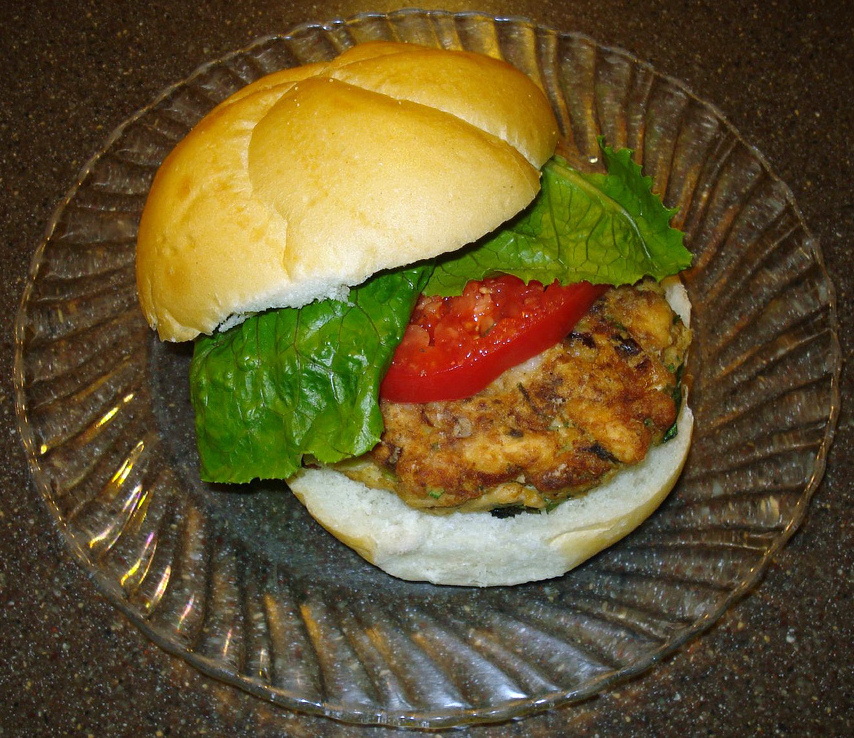
鲑鱼汉堡
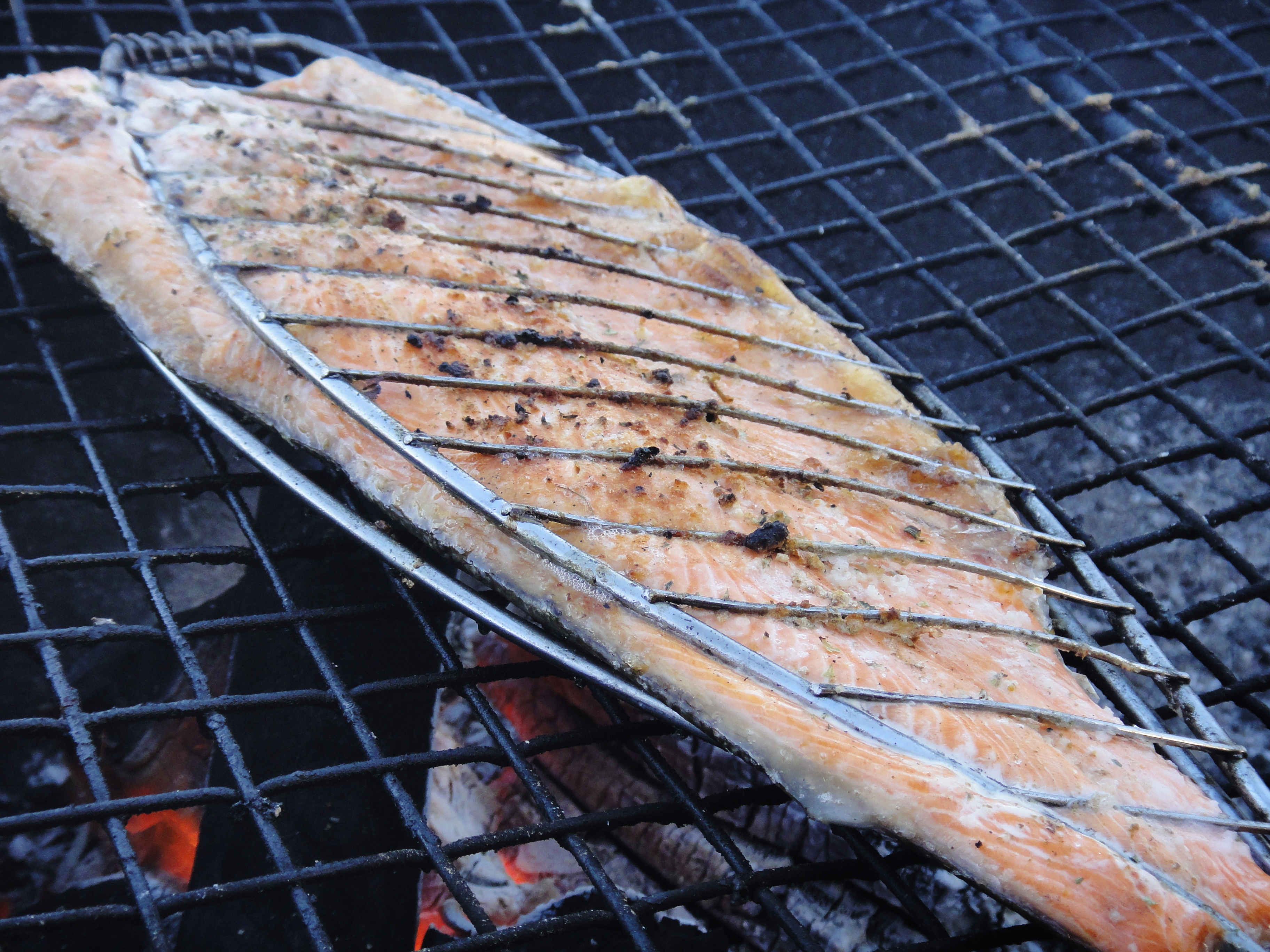
炙烤鲑鱼
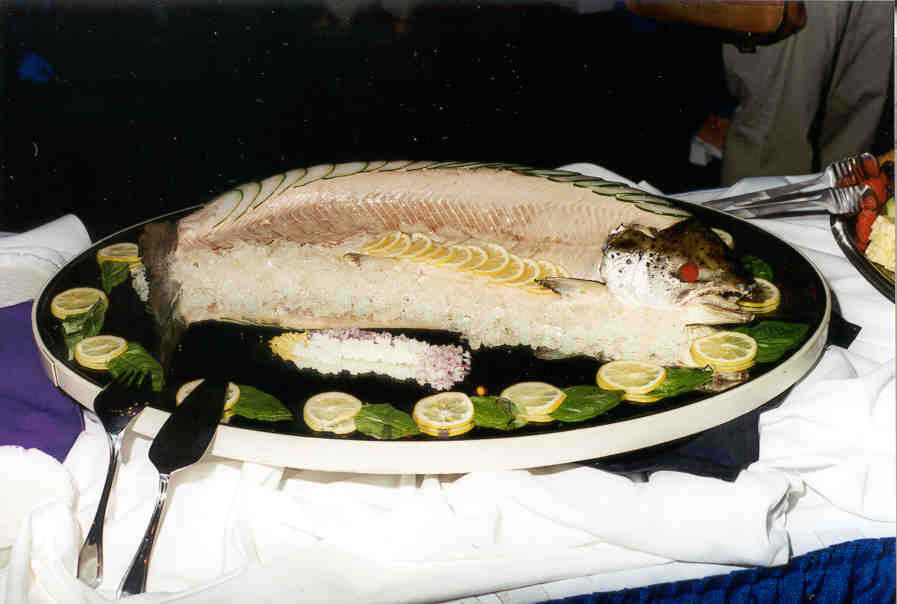
水煮鲑鱼
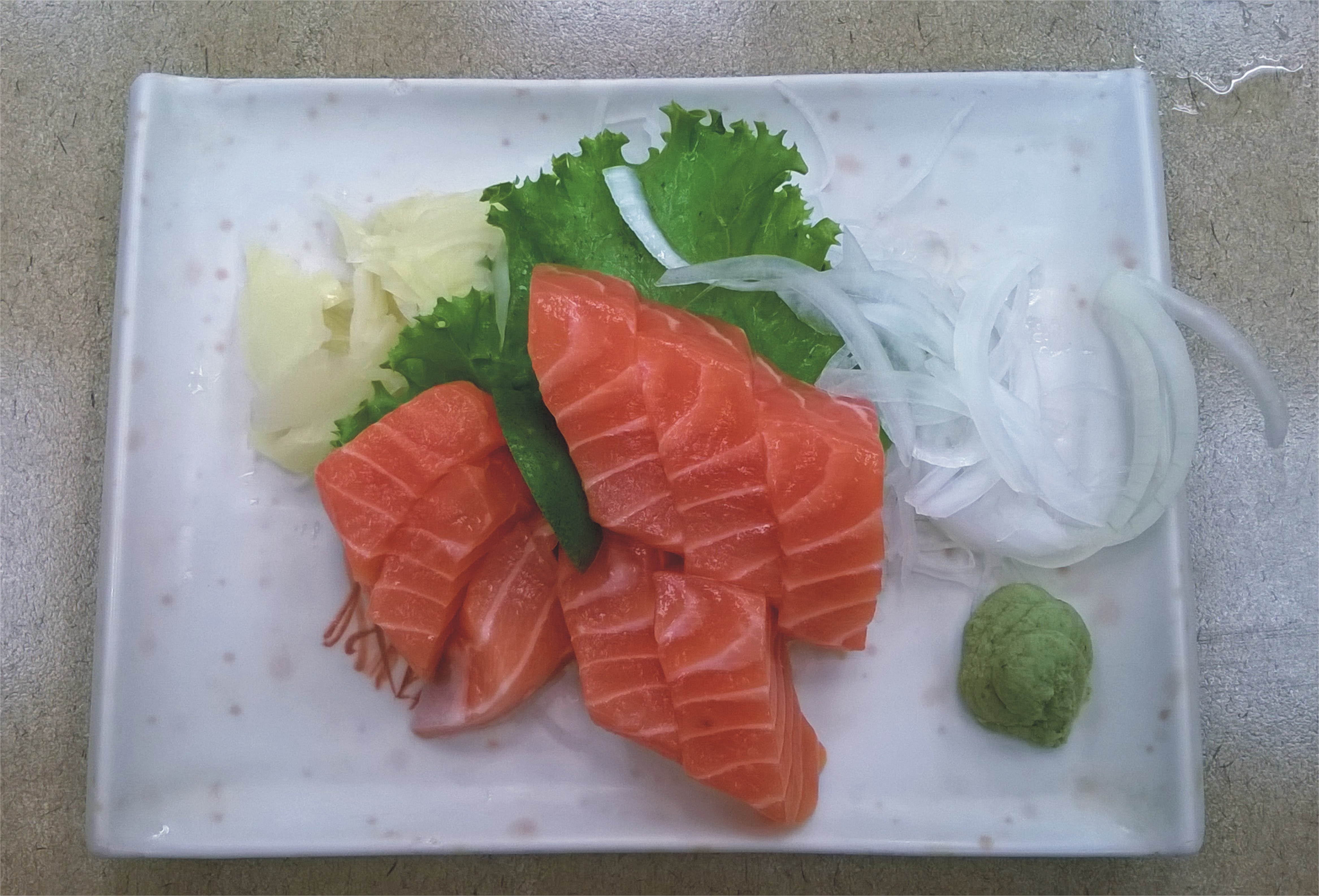
大西洋鮭生魚片
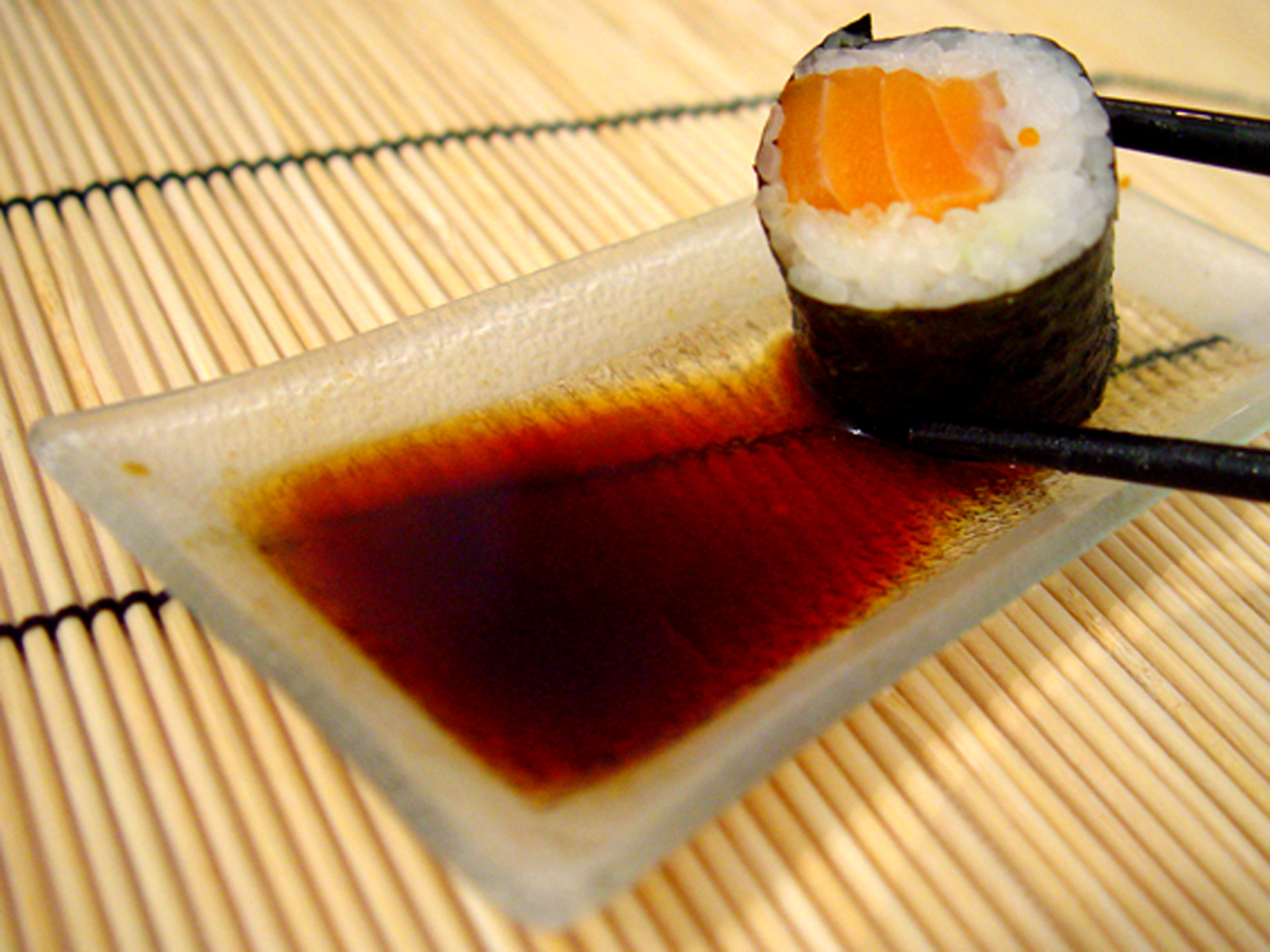
鮭魚壽司
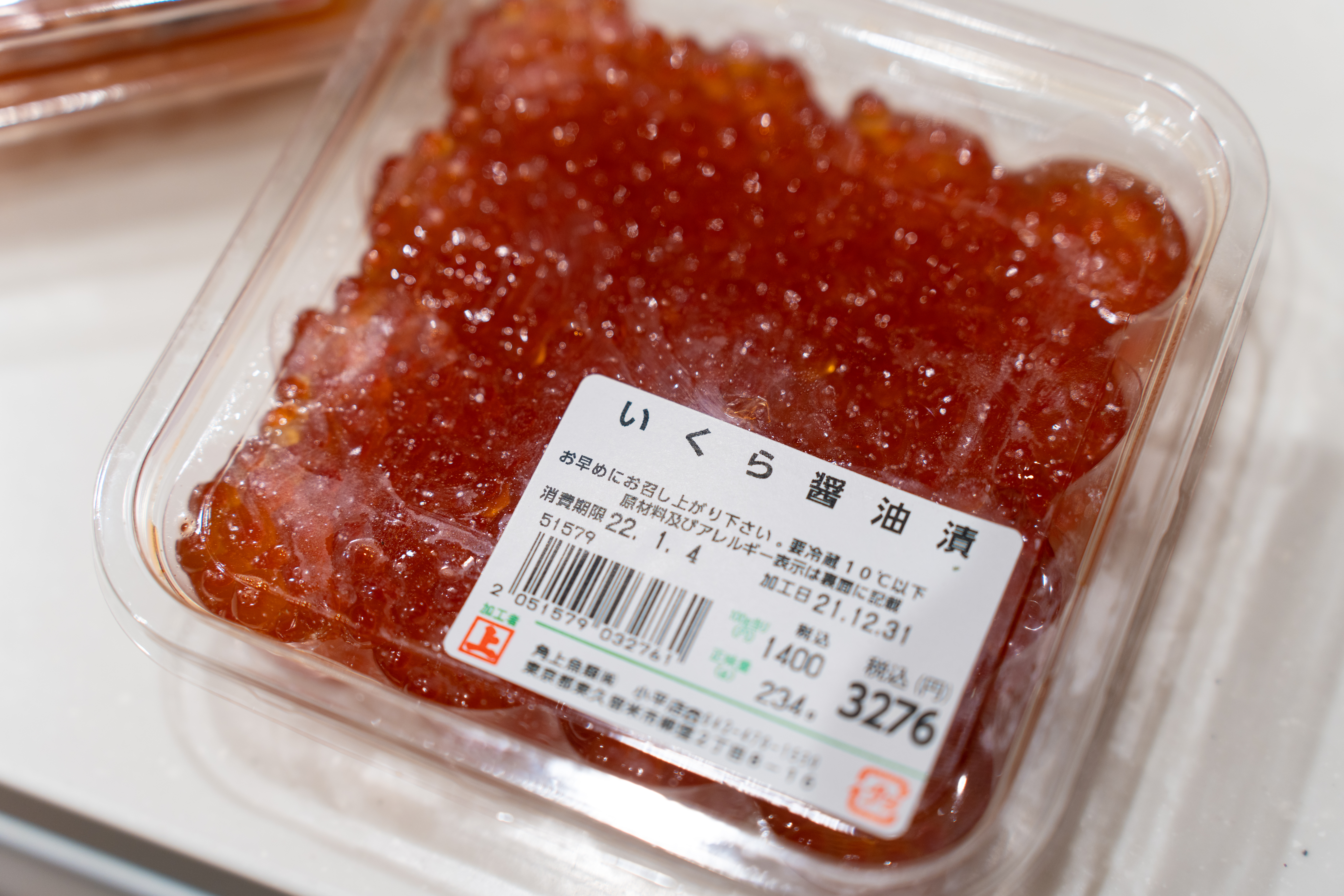
日本鹽釜漁市上出售的鮭魚籽
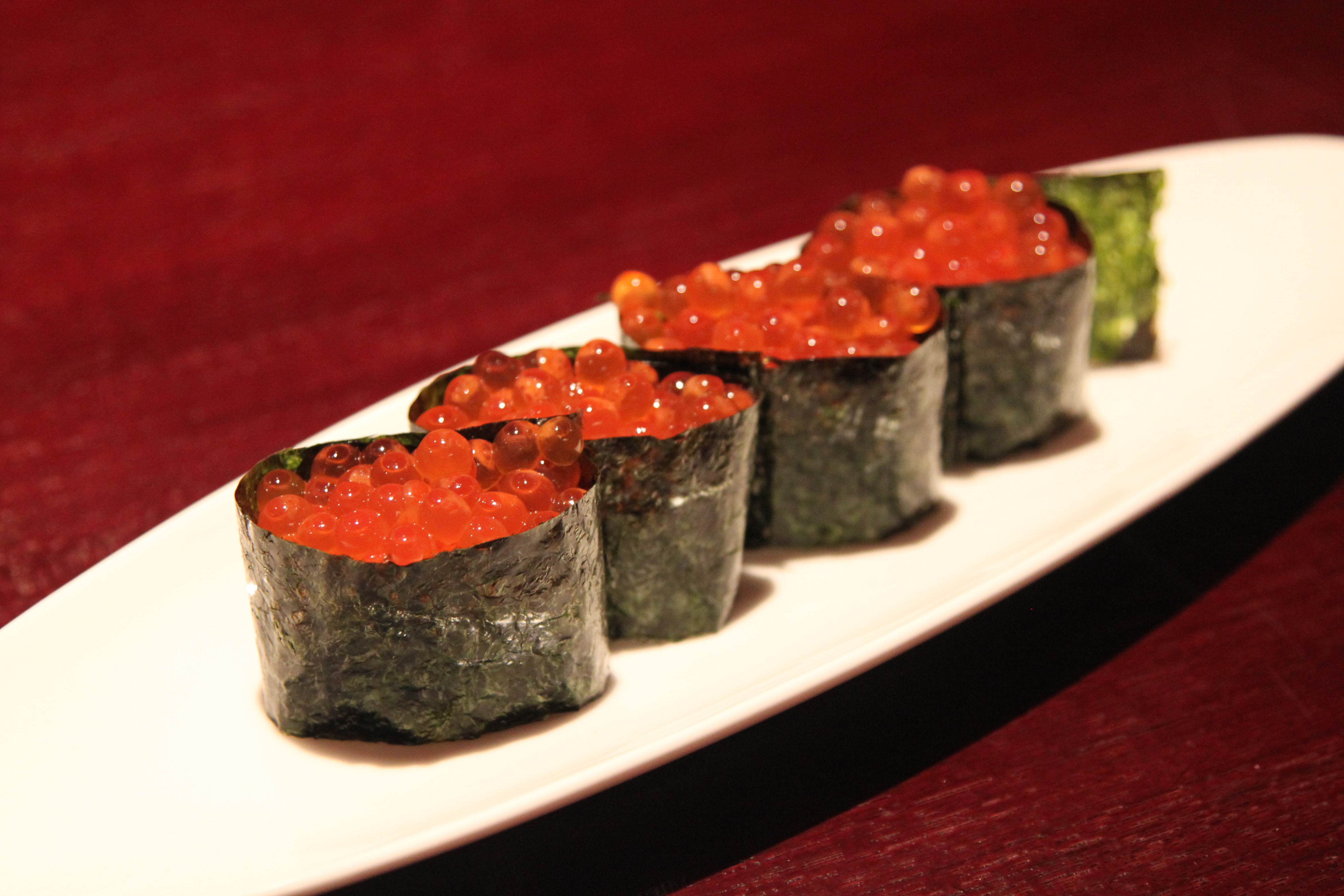
鮭魚籽壽司